# Literatura italiana
La literatura italiana inclou totes les obres escrites en italià, particularment a Itàlia i se sol dividir en diversos períodes segons els moviments artístics imperants en cada època. En un sentit més ampli també es pot referir a la literatura escrita per italians o en altres llengües d'Itàlia.

## Literatura medieval
La presència del llatí va fer que la literatura en llengua vernacla nasqués comparativament més tard que les altres grans literatures europees.
La manca d'un país unificat i la gran dispersió dialectal de l'italià van ajudar a aquest manteniment del llatí com a vehicle de la literatura culta, alhora que afavorien les introduccions d'altres tradicions properes.

## L'aparició de la literatura vernacla autòctona
Hi ha proves que ja existia un tipus de literatura abans del segle xiii: el Ritmo cassinese, Ritmo di Sant'Alessio, Laudes creaturarum, Ritmo lucchese, Ritmo laurenziano i Ritmo bellunese són classificats per Cesare Segre i altres com a "Obres arcaiques" ("Componimenti Arcaici"): "aquestes són etiquetades com les primeres obres literàries en llengua vernacla italiana, les seves dates van des de les últimes dècades del segle xii fins a les primeres dècades del xiii". Tanmateix, com ell assenyala, aquesta literatura primerenca encara no presenta cap tret estilístic o lingüístic uniforme.
Aquest desenvolupament primerenc, però, va ser simultani a tota la península, variant només en la temàtica de l'art. Al nord, els poemes de Giacomino da Verona i Bonvesin de la Riva van ser escrits en un dialecte veronès i llombard. Aquest tipus de composició pot haver estat fomentada pel vell costum del nord d'Itàlia d'escoltar les cançons dels joglars.

### Escola Siciliana
L'any 1230 va marcar l'inici de l'Escola Siciliana i de la literatura que mostra trets més uniformes. La seva importància rau més en la llengua (la creació del primer italià estàndard) que en el seu tema, una cançó d'amor en part inspirada en la poesia provençal importada al sud pels normands i els sueus sota Frederic II. Aquesta poesia difereix de l'equivalent francesa en el seu tractament de la dona, menys eròtica i més platònica, una vena desenvolupada encara més pel dolce stil novo a Bolonya i Florència a finals del segle xiii. El repertori habitual de termes cavallerescos s'adapta a la fonosintàctica italiana, creant un nou vocabulari italià. Aquests van ser adoptats per Dante i els seus contemporanis, i transmesos a les futures generacions d'escriptors italians.
Tot i que la cançó d'amor convencional prevalia a la cort de Frederic (i més tard de Manfred), existia una poesia més espontània al Contrasto atribuït a Cielo d'Alcamo. El Contrasto és probablement una reelaboració acadèmica d'una rima popular perduda i és el més semblant a un tipus de poesia que va morir o va ser ofegat per l'antiga literatura siciliana. Els poemes de l'escola siciliana van ser escrits en el primer italià estàndard conegut. Això va ser elaborat per aquests poetes sota la direcció de Frederic II i combina molts trets típics dels dialectes sicilians i, en menor mesura, dels apulis i altres dialectes meridionals, amb moltes paraules d'origen llatí i francès.

### Literatura religiosa

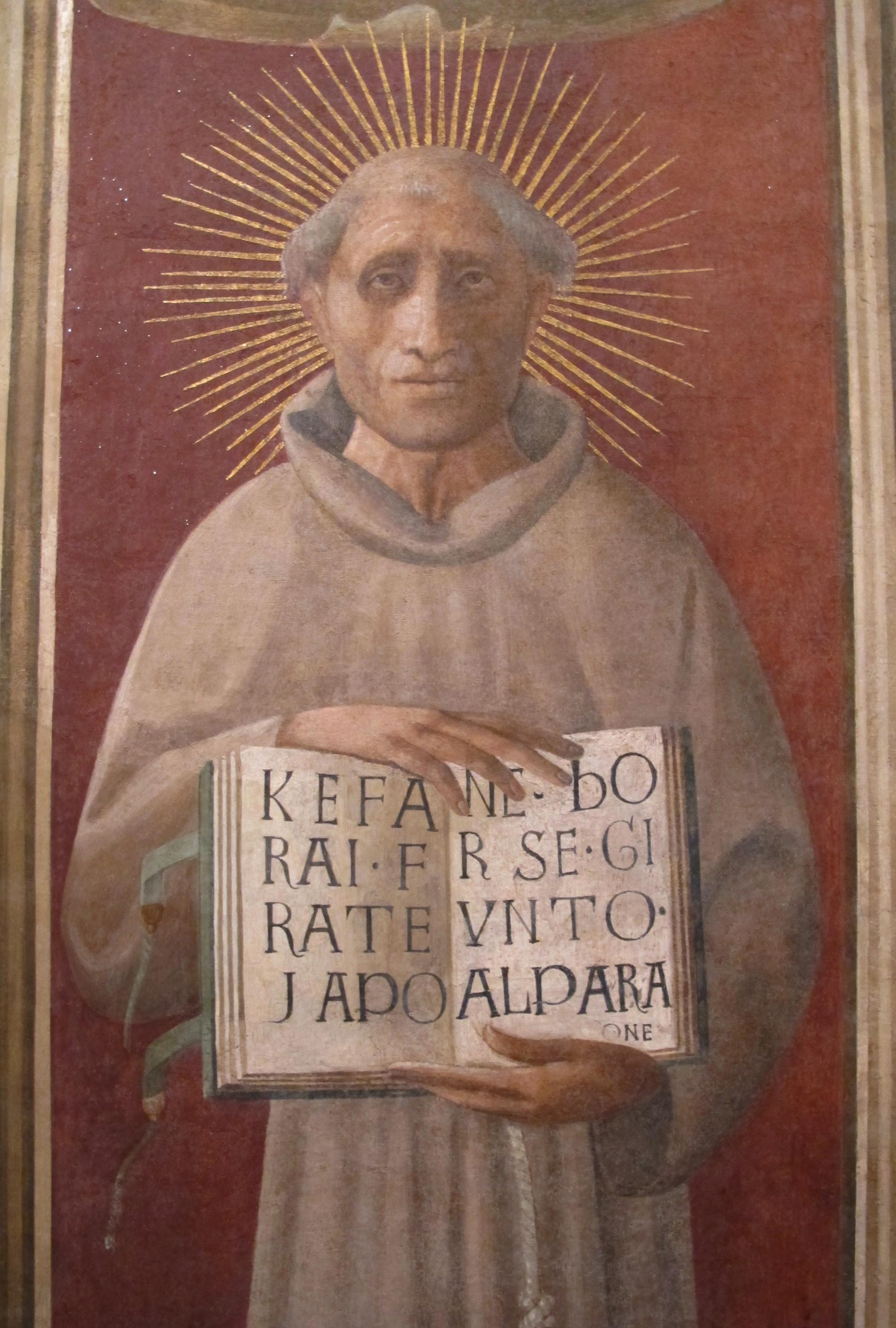
Jacopone da Todi, fresc de Paolo Uccello, a la catedral de Prato

Els primers sermons conservats en italià són de Jordan de Pisa, un dominicà. Francesc d'Assís, el fundador dels franciscans, també va escriure poesia. Segons la llegenda, Francesc va dictar l'himne Cantico del Sole el divuitè any de la seva penitència. Va ser la primera gran obra poètica del nord d'Itàlia, escrita en un tipus de vers marcat per la rima assonant, un recurs poètic més estès al nord d'Europa.
Jacopone da Todi va ser un poeta que representava el sentiment religiós que havia fet un progrés especial a Úmbria. Jacopone estava posseït pel misticisme de Sant Francesc, però també era un satíric que es burlava de la corrupció i la hipocresia de l'Església. El moviment religiós a Úmbria va ser seguit per un altre fenomen literari, el drama religiós. El 1258 un ermità, Raniero Fasani, es va representar a ell mateix com enviat per Déu per revelar visions misterioses i anunciar al món terribles visitacions. Les declaracions de Fasani van estimular la formació de la Compagnie di Disciplinanti, que, com a penitència, es flagellaven fins a vessar sang i cantaven Laudi en diàleg a les seves confraries. Aquests laudi, estretament relacionats amb la litúrgia, van ser el primer exemple de drama en la llengua vernacla d'Itàlia. Estaven escrits en dialecte umbre, en versos de vuit síl·labes. Ja a finals del segle xiii van aparèixer les Devozioni del Giovedi e Venerdi Santo, que barrejaven litúrgia i drama. Més tard, di un Monaco che andò al servizio di Dio ('d'un monjo que va entrar al servei de Déu') es va apropar a la forma definitiva que el drama religiós assumiria en els segles següents.

### Desenvolupament de la prosa primerenca

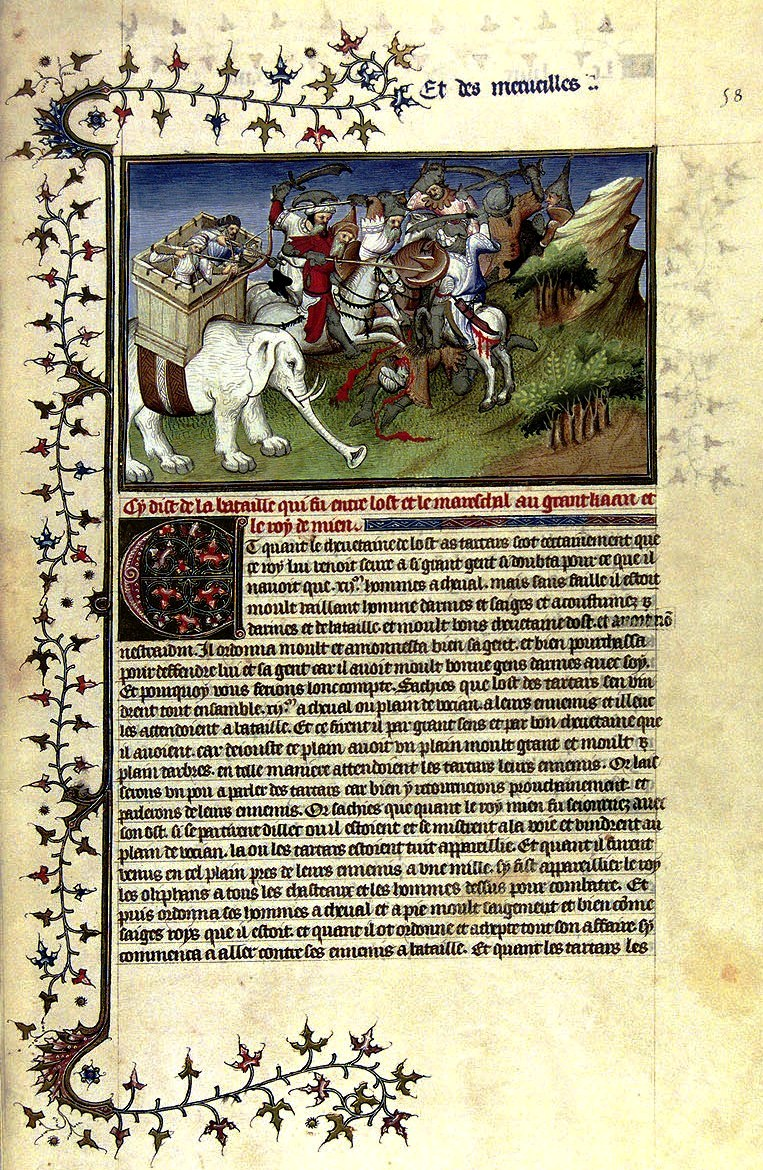
Els viatges de Marco Polo de Rustichello da Pisa i Marco Polo

La prosa italiana del segle xiii era tan abundant i variada com la seva poesia. A mitjans de segle, un tal Aldobrando o Aldobrandino va escriure un llibre per a Beatriu de Savoia, anomenat Le Régime du corps. El 1267, Martino da Canale va escriure una història de Venècia en el mateix francès antic (langue d'oïl). Rustichello da Pisa va compondre moltes novel·les romanços cavalleresques, derivades del cicle artúric, i posteriorment va escriure Els viatges de Marco Polo, que podrien haver estat dictats pel mateix Polo. I finalment, Brunetto Latini va escriure el seu Tesoro en francès. Latini també va escriure algunes obres en prosa italiana com ara La rettorica, una adaptació del De inventione de Ciceró, i va traduir tres oracions de Ciceró. Un altre escriptor important va ser el jutge florentí Bono Giamboni, que va traduir l'Historiae adversus paganos d'Orosi, l'Epitoma rei militaris de Vegeci, va fer una traducció/adaptació del De inventione de Ciceró barrejada amb la Retòrica a Erenni, i una traducció/adaptació de la De miseria humane conditionis d'Innocenci III. També va escriure una novel·la al·legòrica anomenada Libro de' Vizi e delle Virtudi. Andrea de Grosseto, el 1268, va traduir tres tractats d'Albertanus de Brescia, del llatí al toscà.
Després de les composicions originals en llengua d'oïl, van venir traduccions o adaptacions de les mateixes. Hi ha algunes narracions morals extretes de llegendes religioses, una novel·la romàntica de Juli Cèsar, algunes històries curtes de cavallers antics, la Tavola rotonda, traduccions dels Viaggi de Marco Polo i del Tesoro de Latini. Alhora, van aparèixer traduccions del llatí d'obres morals i ascètiques, històries i tractats de retòrica i oratòria. També cal destacar Composizione del mondo, un llibre científic de Ristoro d'Arezzo, que va viure cap a mitjans del segle xiii.
Existeix un altre tractat breu: De regimine rectoris, de Fra Paolino, un frare menor de Venècia, que va ser bisbe de Pozzuoli, i que també va escriure una crònica llatina. El seu tractat es troba en estreta relació amb el d'Egidio Colonna, De regimine principum. Està escrit en vènet.
El segle xiii va ser molt ric en contes. Una col·lecció anomenada Cento Novelle antiche conté històries extretes de moltes fonts, incloent-hi tradicions asiàtiques, gregues i troianes, història antiga i medieval, les llegendes de Bretanya, Provença i Itàlia, la Bíblia, tradicions italianes locals i històries d'animals i mitologia antiga.

### Dolce Stil Novo

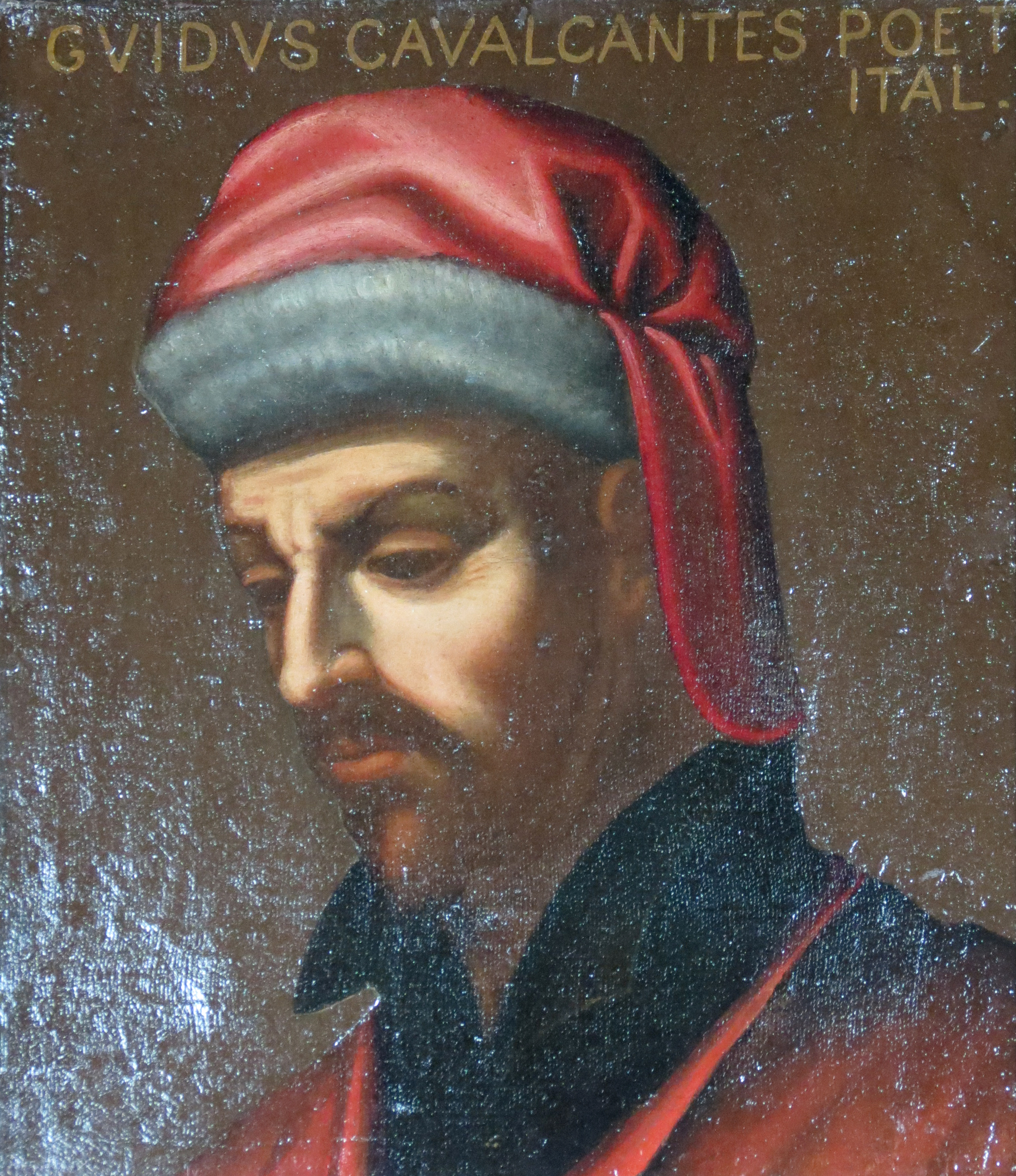
Pintura a la galeria de retrats del castell de Beauregard a Cellettes que representa Guido Cavalcanti

Amb l'escola de Lapo Gianni, Guido Cavalcanti, Cino da Pistoia i Dante Alighieri, la poesia lírica esdevingué exclusivament toscana. Tota la novetat i el poder poètic d'aquesta escola consistia, segons Dante, en Quan l'amor spira, noto, ed a quel niodo Ch'ei detta dentro, vo significando, és a dir, en el poder d'expressar els sentiments de l'ànima de la manera que l'amor els inspira, d'una manera adequada i elegant, ajustant la forma a la matèria i fusionant artísticament l'una amb l'altra. Aquest és un enfocament neoplatònic àmpliament recolzat pel dolce stil novo, i tot i que en el cas de Cavalcanti pot ser perturbador i fins i tot destructiu, no deixa de ser una experiència metafísica capaç d'elevar l'home a una dimensió espiritual superior. El nou estil de Gianni encara estava influenciat per l'escola siculoprovençal.
Els poemes de Cavalcanti es divideixen en dues classes: els que retraten el filòsof (il sottilissimo dialettico, com l'anomenava Lorenzo el Magnífic) i els que són més directament producte de la seva naturalesa poètica imbuïda de misticisme i metafísica. Al primer conjunt pertany el famós poema Sulla natura d'amore, que de fet és un tractat de metafísica amorosa, i va ser anotat posteriorment de manera erudita per reconeguts filòsofs platònics del segle xv, com ara Marsili Ficinus i altres. D'altra banda, a les seves Ballate, s'hi aboca ingènuament, però amb consciència del seu art. La més gran d'aquestes es considera la ballata composta per Cavalcanti quan va ser desterrat de Florència amb el partit dels Bianchi el 1300 i es va refugiar a Sarzana.

## Segle XIV: les arrels del Renaixement
Al segle xiv, les tendències socials i polítiques que s'havien fet sentir al segle anterior es van amplificar fins al punt de veure el declivi de l'Imperi i de l'Església mentre assistíem a l'afirmació d'una nova espiritualitat que, com escriu Mario Sansone, "... consisteix en el sentit cada cop més enèrgic dels interessos i dels valors mundans i terrenals, no en oposició als religiosos i ultraterrenals, sinó lliures d'ells i vivint en la seva pròpia autonomia. L'Edat Mitjana estava en decadència en tots els seus aspectes: el papat i l'imperi, expressions eminents d'una concepció i interpretació particular de la història, estaven minvant. Els emperadors perdien cada cop més el sentit de la seva autoritat universal, i els papes, a Avinyó, havien tret força a la idea de Roma considerada només com a centre del cristianisme, i, en canvi, emergia cada cop més la idea d'una missió laica de Roma, per retrobar-se amb la seva antiga grandesa".
Així va néixer una nova cultura que es basaria en un estudi acurat i precís de l'antiguitat clàssica, cada cop més lliure de preconceptes de caràcter intel·lectualista i amb la intenció d'ampliar totes les formes de pensament.
Els dos escriptors que en aquest període "millor testimoni donen en les seves obres de la complexa fase de transformació cultural, social i política del segle xiv" i que representen, en la literatura italiana, un moment de transició entre l'Edat Mitjana i l'Humanisme són Francesco Petrarca i Giovanni Boccaccio.

### Dante Alighieri
Tota la literatura del segle XIII està resumida en les seves línies fonamentals per Dante Alighieri i, com escriu Giulio Ferroni, al mateix temps crea models decisius per a tota la literatura italiana. La seva formació cultural i la seva primera experiència com a poeta del "dolce stil novo" van tenir lloc a la darrera part del segle xiii, però la majoria de les seves obres (inclosa la Divina comèdia) van ser escrites durant els primers vint anys del segle XIV. Dante va néixer a Florència el maig de 1265 en una família güelfa de condicions socials modestes, tot i que pertanyia a la petita noblesa. Va aprendre l'art de la retòrica de Brunetto Latini i l'art de la rima de manera autodidacta. La poesia sempre va ser el centre de la seva vida. Va ser un dels primers autors a reivindicar l'ús de l'italià per a la literatura, sobretot en el seu tractat De vulgari eloquentia.
Els primers poemes de Dante estan influenciats per l'estil de Guittone d'Arezzo però, després de conèixer Guido Cavalcanti, va descobrir una nova manera d'escriure poesia.

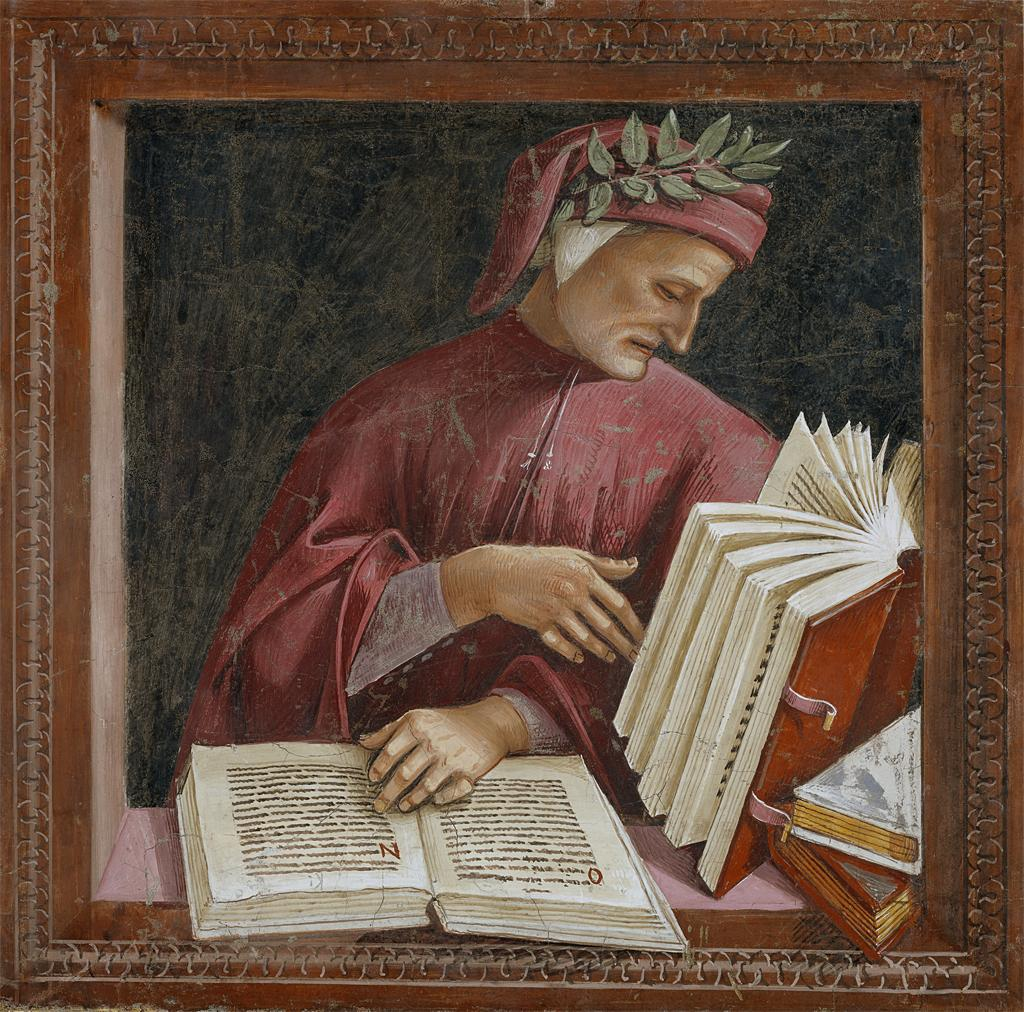
Dante en un fresc de Luca Signorelli

Segons els indicis que el mateix Dante ens va deixar al "Convivio", va compondre la Vita Nuova el 1293, tres anys després de la mort de Beatrice. Es tracta d'una obra en vers barreja de prosa i poesia, per tant un prosimetrum, que conté vint-i-cinc sonets, quatre cançons, una balada i una estrofa, així com algunes proses destinades a explicar el motiu d'una certa divisió en els poemes o a narrar els fets que van ser la causa de la seva composició. Dante hi relata el seu amor per Beatrice des del seu primer encontre fins als anys posteriors a la mort de la dona.
Le Rime (Les Rimes) contenen totes aquelles composicions poètiques que han arribat fins a nosaltres sense un ordre precís i que posteriorment van ser ordenades pels crítics moderns. Inclouen poemes juvenils que reben influència de l'escola guittoniana o de Cavalcanti, però també poemes de caràcter personal i estilnovista, i moltes cançons de caràcter al·legòric i didàctic.
Il Convivio va ser compost entre 1304 i 1307 i Dante pretenia que consistís en un tractat enciclopèdic format per quinze llibres, un dels quals fos una introducció i els altres, comentaris a catorze cants al·legòrics, però el poeta en va compondre només quatre: la introducció i el comentari a les cançons "Voi che intendando il terzo ciel movete", "Amor che nella mente mi ragiona", "Le dolci rime d'amor ch'io solia".
La Divina Comèdia és un poema didàctic-al·legòric en forma de visió escrit en llengua vernacla toscana en tercets encadenats de versos hendecasíl·labs. Està compost per 100 cançons i dividit en tres càntics de trenta-tres cançons més el cant introductori del primer càntic. La data precisa que podria indicar quan Dante va començar a escriure el poema no es troba en cap document, però molts estudiosos s'inclinen a creure que es va començar el 1307 durant l'exili del poeta i que el càntic de l'Infern i el del Purgatori van ser compostos abans de l'abril de 1314, mentre que el Paradís es pot atribuir als darrers anys de la vida de Dante.
Francesco Petrarca i Giovanni Boccaccio van renovar la lírica, servint de model per a tota la poesia europea renaixentista. Escrivien inspirant-se en la tradició clàssica, posant en primer terme el sonet.
El mèrit del poema rau en l'art individual del poeta, l'art clàssic transfós per primera vegada en una forma romàntica. Tant si descriu la natura, analitza les passions, maleeix els vicis o canta himnes a les virtuts, Dante destaca per la grandesa i la delicadesa del seu art. Va prendre els materials per al seu poema de la teologia, la filosofia, la història i la mitologia, però sobretot de les seves pròpies passions, d'odi i d'amor. La Divina Comèdia es troba entre les millors obres de la literatura universal.

### Petrarca

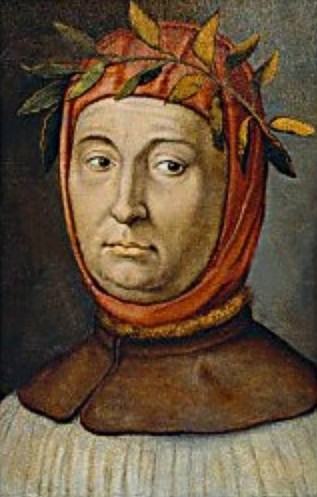
Petrarca

Petrarca va ser el primer humanista i, alhora, el primer poeta líric modern. La seva carrera va ser llarga i tempestuosa. Va viure durant molts anys a Avinyó, maleint la corrupció de la cort papal; va viatjar per gairebé tota Europa; va mantenir correspondència amb emperadors i papes, i va ser considerat l'escriptor més important del seu temps. Els versos lírics de Petrarca són força diferents, no només dels trobadors provençals i dels poetes italians anteriors, sinó també de la lírica de Dante. Petrarca és un poeta psicològic, que examina tots els seus sentiments i els plasma amb un art d'una dolçor exquisida. La lírica de Petrarca ja no és transcendental com la de Dante, sinó que es manté completament dins dels límits humans.
El Canzoniere inclou alguns poemes polítics, entre els quals, un suposadament adreçat a Cola di Rienzi, i diversos sonets contra la cort d'Avinyó. Aquests són remarcables pel vigor del seu sentiment, i també per mostrar que, en comparació amb Dante, Petrarca tenia un sentit d'una consciència italiana més àmplia.

### Boccaccio

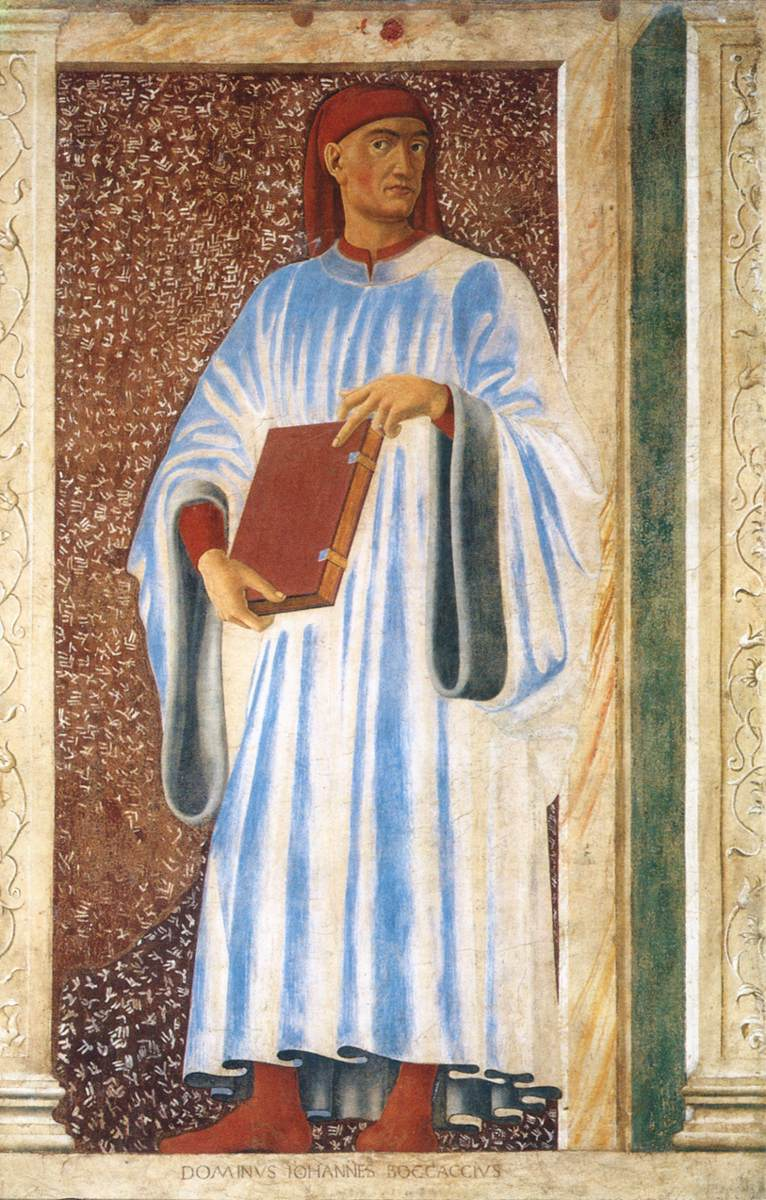
Giovanni Boccaccio presenta el Decameró, representat per Andrea del Castagno en un fresc conservat a la Galleria degli Uffizi

Giovanni Boccaccio tenia el mateix amor entusiasta per l'antiguitat i el mateix culte per la nova literatura italiana que Petrarca. Va ser el primer a fer una traducció llatina de la Ilíada i, el 1375, de l'Odissea. El seu aprenentatge clàssic es va mostrar a l'obra De genealogia deorum; com va dir A. H. Heeren, és una enciclopèdia de coneixement mitològic; i va ser la precursora del moviment humanista del segle XV. Boccaccio va ser també el primer historiador de la dona en el seu De mulieribus claris, i el primer a explicar la història dels grans desgraciats en el seu De casibus virorum illustrium. Va continuar i perfeccionar les investigacions geogràfiques anteriors en el seu De montibus, silvis, fontibus, lacubus, fluminibus, stagnis, et paludibus, et de nominibus maris, per al qual va fer ús de Vibi Seqüestre.
No va inventar l'estrofa en octava, però va ser el primer a utilitzar-la en una obra extensa i mèrit artístic, la seva Teseide, el poema romàntic italià més antic. El Filòstrato relata els amors de Troiolo i Griseida (Troilos i Crèssida). La Ninfale fiesolano explica la història d'amor de la nimfa Mesola i el pastor Africo. L'Amorosa Visione, un poema en triplets, sens dubte devia el seu origen a la Divina Comèdia. L'Ameto és una barreja de prosa i poesia, i és el primer romanç pastoral italià. Boccaccio es va fer famós principalment per l'obra italiana Decameró, una col·lecció de cent novel·les, narrades per un grup d'homes i dones que es van retirar a una vil·la prop de Florència per escapar de la pesta negra del 1348. L'escriptura novel·lística, tan abundant en els segles precedents, especialment a França, va assumir ara per primera vegada una forma artística. L'estil de Boccaccio tendeix a la imitació del llatí, però en ell la prosa va prendre primer la forma d'art elaborat. A més d'això, al Decameró, Boccaccio és un delineador de caràcters i un observador de passions. S'ha escrit molt sobre les fonts de les novel·les del Decameró . Probablement Boccaccio va fer ús tant de fonts escrites com orals.

### Altres

#### Imitadors
Fazio degli Uberti i Federico Frezzi van ser imitadors de la Divina Comèdia, però només en la seva forma externa. Giovanni Fiorentino va escriure, amb el títol de Pecorone, una col·lecció de contes, que se suposa que havien estat explicats per un monjo i una monja al saló del monestir dels novel·listes de Forli. Va imitar de prop Boccaccio i es va basar en la crònica de Villani per a les seves històries. Franco Sacchetti també va escriure contes, majoritàriament sobre temes extrets de la història de Florència. Els temes són gairebé sempre impropis, però és evident que Sacchetti va recopilar aquestes anècdotes per poder extreure les seves pròpies conclusions i reflexions morals, que posa al final de cada història. Des d'aquest punt de vista, l'obra de Sacchetti s'acosta als Monalisaliones de l'Edat Mitjana. Un tercer novel·lista va ser Giovanni Sercambi de Lucca, que després de 1374 va escriure un llibre, imitant Boccaccio, sobre un grup de persones que se suposava que havien de fugir d'una plaga i viatjar per diferents ciutats italianes, aturant-se aquí i allà explicant històries. Noms posteriors, però importants, són els de Masuccio Salernitano (Tommaso Guardato), que va escriure el Novellino, i Antonio Cornazzano els Proverbii del qual es van fer extremadament populars.

#### Cròniques

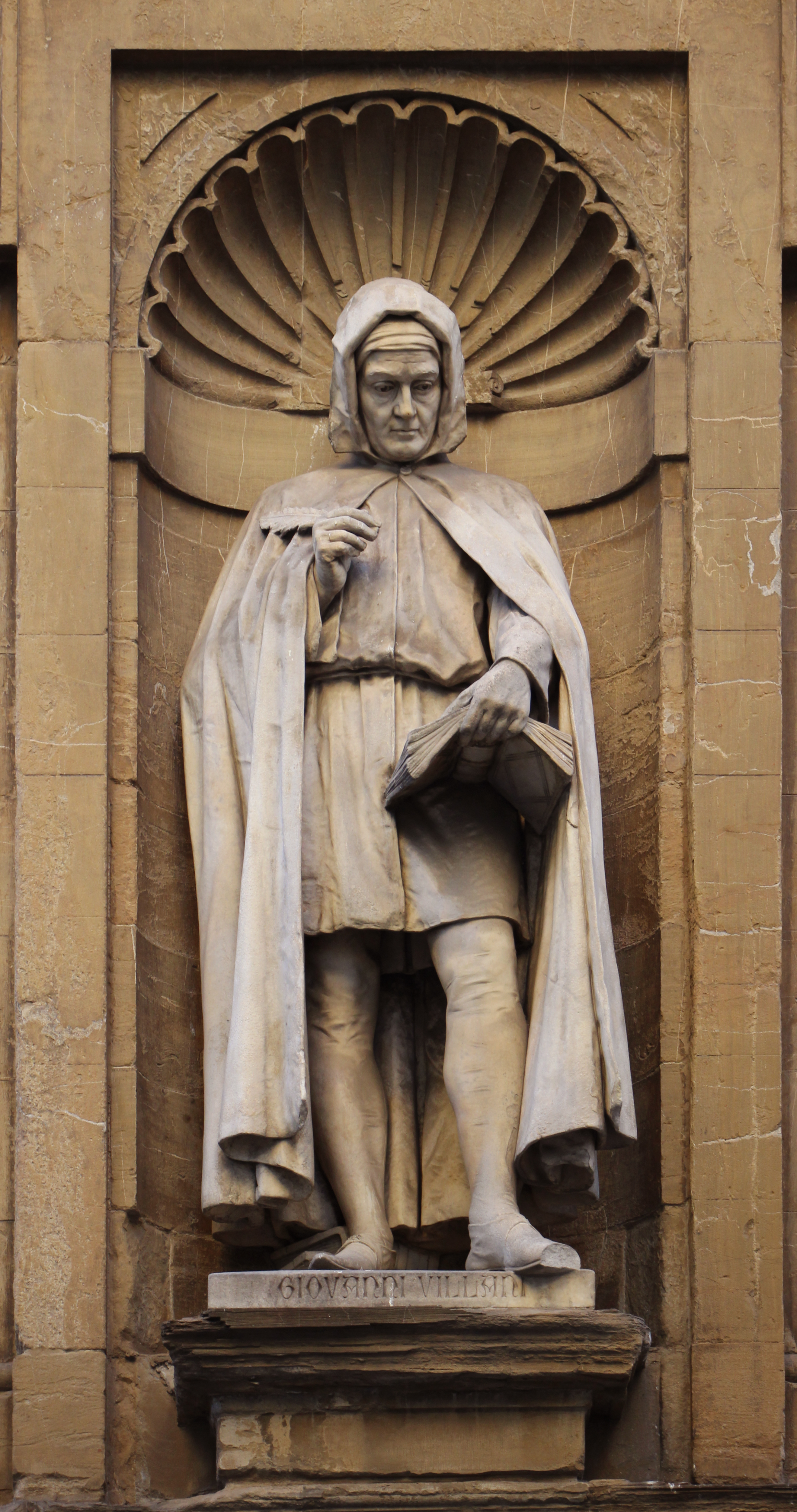
Estàtua de Giovanni Villani de Gaetano Trentanove a la Loggia del Mercato Nuovo de Florència

Les cròniques que abans es creia que eren del segle xiii ara es consideren principalment falsificacions. A finals del segle xiii hi ha una crònica de Dino Compagni, probablement autèntica.
Giovanni Villani, nascut el 1300, va ser més un cronista que un historiador. Relata els esdeveniments fins al 1347. Els viatges que va fer a Itàlia i França, i la informació que va adquirir, fan que la seva crònica, Historie Fiorentine (històries florentines), cobreixi esdeveniments d'arreu d'Europa. Matteo era germà de Giovanni Villani i va continuar la crònica fins al 1363. Va ser continuada després per Filippo Villani.

#### Ascetes
El misticisme de Santa Caterina de Siena era polític. Aspirava a retornar l'Església de Roma a la virtut evangèlica i va deixar una col·lecció de cartes escrites a tota mena de persones, inclosos els papes.
Un altre sienès, Giovanni Colombini, fundador de l'orde dels Jesuïtes, predicava la pobresa amb preceptes i exemple, remuntant-se a la idea religiosa de Sant Francesc d'Assís. Les seves cartes es troben entre les més destacables en la categoria d'obres ascètiques del segle xiv. Bianco da Siena va escriure diversos poemes d'inspiració religiosa (lauda) que van ser populars a l'Edat Mitjana. Jacopo Passavanti, en el seu Specchio della vera penitenza, va adjuntar instruccions a la narrativa. Domenico Cavalca va traduir del llatí la Vite de' Santi Padri (Vida del Sant Pare). Rivalta va deixar molts sermons, i Franco Sacchetti (el famós novel·lista) molts discursos. En general, no hi ha dubte que una de les produccions més importants de l'esperit italià del segle xiv va ser la literatura religiosa.

#### Obres populars
La poesia humorística, desenvolupada en gran part al segle xiii, va ser realitzada al xiv per Bindo Bonichi, Arrigo di Castruccio, Cecco Nuccoli, Andrea Orcagna, Lippo Pasci de' Bardi, Adriano de Rossi, Antonio Pucci i altres escriptors menors. Orcagna era especialment còmic; Bonichi era còmic amb un propòsit satíric i moral. Pucci era superior a tots ells per la varietat de la seva producció.

#### Obres polítiques
Molts poetes del segle xiv van produir obres polítiques. Fazio degli Uberti, l'autor de Dittamondo, que va escriure un Servantese als senyors i al poble d'Itàlia, un poema sobre Roma i una ferotge invectiva contra Carles IV, mereix una atenció, igual que Francesco di Vannozzo, Frate Stoppa de' Bostichi i Matteo Frescobaldi. Es pot dir en general que seguint l'exemple de Petrarca, molts escriptors es van dedicar a la poesia patriòtica.
D'aquest període data també el fenomen literari conegut amb el nom de petrarquisme, que cantaven sobre l'amor imitant la manera de Petrarca. Alguns d'entre ells van tractar el mateix tema amb més originalitat, d'una manera que es podria qualificar de semipopular. Tals van ser els Ballate de Giovanni Fiorentino, de Franco Sacchetti, de Niccolò Soldanieri, i de Guido i Bindo Donati. Els Ballate eren poemes cantats amb dansa, i tenim moltes cançons per a la música del segle xiv. Tot tipus de tema, ja fos història, tragèdia o ramaderia, es tractava en vers. Neri di Landocio va escriure una vida de Santa Caterina; Jacopo Gradenigo, anomenat il Belletto, va posar els Evangelis en tres triplets.

## Segle XV: Humanisme renaixentista

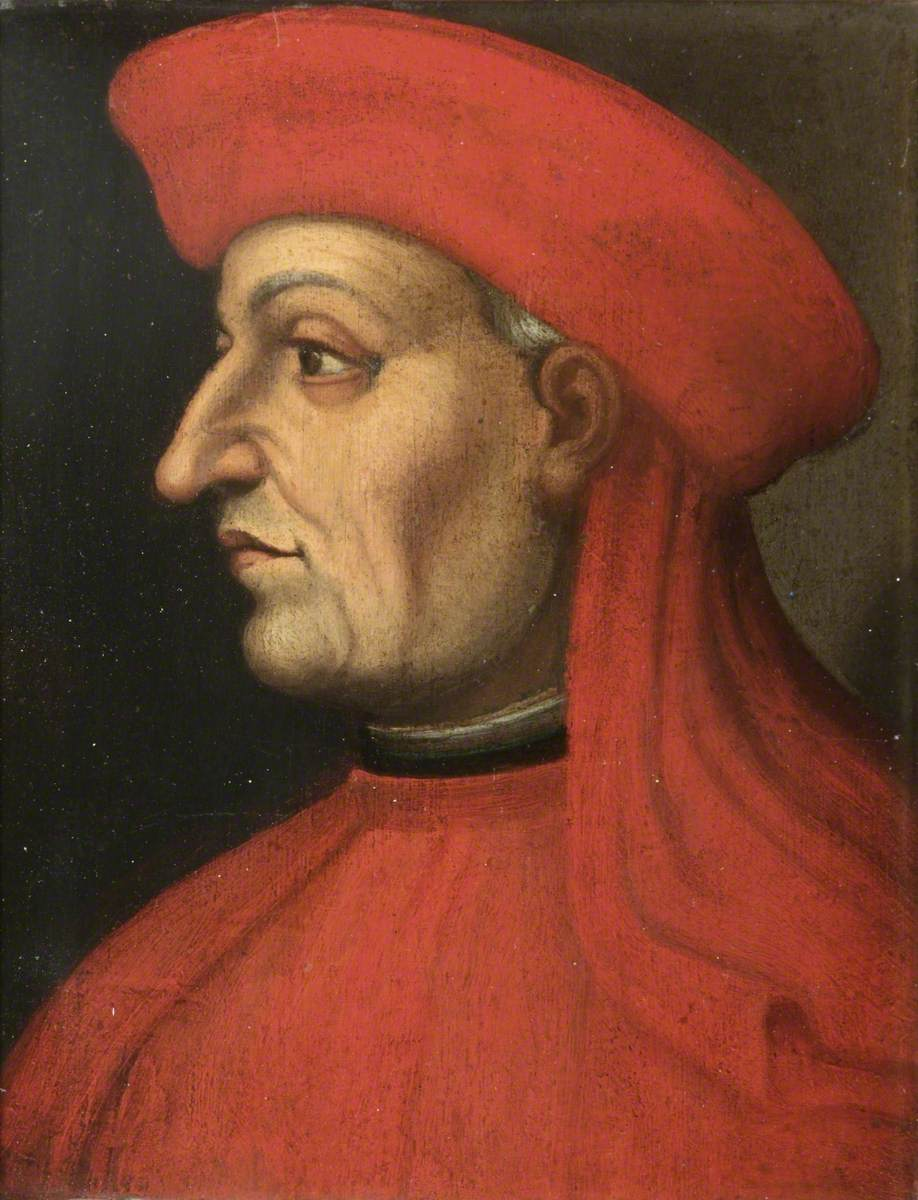
Leonardo Bruni

L'humanisme renaixentista es va desenvolupar durant els segles xiv i principis del xv, i va ser una resposta al repte de l'educació escolar medieval, emfatitzant els estudis pràctics, preprofessionals i científics. L'escolàstica se centrava en preparar els homes per ser metges, advocats o teòlegs professionals, i s'ensenyava a partir de llibres de text aprovats de lògica, filosofia natural, medicina, dret i teologia. Els principals centres de l'humanisme van ser Florència i Nàpols.
En lloc de formar professionals en argot i pràctica estricta, els humanistes van intentar crear una ciutadania (incloent-hi, de vegades, dones) capaç de parlar i escriure amb eloqüència i claredat. Això s'havia d'aconseguir mitjançant l'estudi de les studia humanitatis, avui coneguts com a humanitats: gramàtica, retòrica, història, poesia i filosofia moral. Els primers humanistes, com Petrarca, Coluccio Salutati i Leonardo Bruni, van ser grans col·leccionistes de manuscrits antics.
A Itàlia, el programa educatiu humanista va guanyar una ràpida acceptació i, a mitjans del segle xv, moltes de les classes altes havien rebut educació humanista. Hi va haver cinc papes humanistes en el segle xv, un dels quals, Enees Silvi Piccolomini (Pius II), va ser un autor prolífic i va escriure un tractat sobre educació.

### Literatura a la Florència dels Mèdici

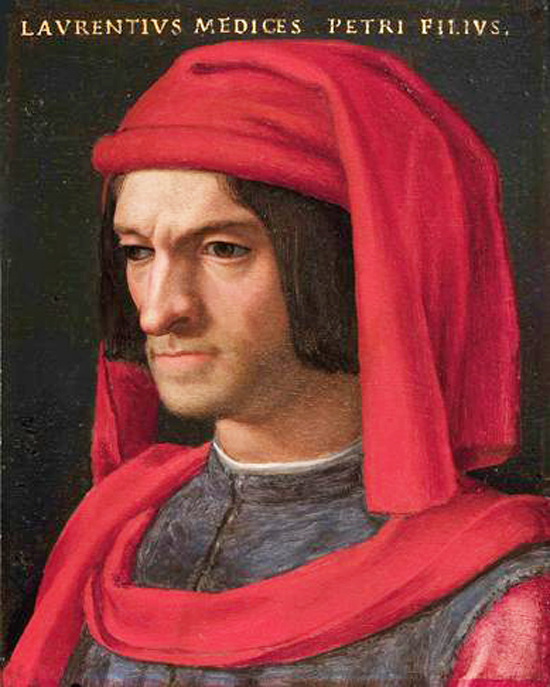
Retrat de Llorenç el Magnífic per Agnolo Bronzino a la Galleria degli Uffizi, Florència

Leone Battista Alberti, l'erudit grec i llatí, va escriure en llengua vernacla, i Vespasiano da Bisticci, mentre estava constantment absort en manuscrits grecs i llatins, va escriure les Vite di uomini illustri, valuoses pel seu contingut històric i que rivalitzaven amb les millors obres del segle XIV en la seva franquesa i simplicitat. Andrea da Barberino va escriure la bella prosa dels Reali di Francia, donant un color de romanitat als romanços cavallerescos. Belcari i Girolamo Benivieni van tornar a l'idealisme místic d'èpoques anteriors.
Però és en Cosme el Vell i Llorenç el Magnífic, del 1430 al 1492, que es veu particularment la influència de Florència en el Renaixement. Lorenzo di Medici, com també se'l coneixia, va donar a la seva poesia els colors del realisme més pronunciat, així com de l'idealisme més elevat, que passa del sonet platònic als apassionats triplets dels Amori di Venere, de la grandiositat de la Salve a Nencia i a Beoni, del Canto carnascialesco a la lauda.
Després de Lorenzo ve Poliziano, que també va unir, i amb més art, l'antic i el modern, l'estil popular i el clàssic. En els seus Rispetti i en les seves Ballate, la frescor de les imatges i la plasticitat de la forma són inimitables. Un gran erudit grec, Poliziano va escriure versos italians amb colors enlluernadors; l'elegància més pura de les fonts gregues va impregnar el seu art en totes les seves varietats, tant a l'Orfeo com a les Stanze per la giostra.
Va sorgir un estil de poesia completament nou, el Canto carnacialesco. Aquestes eren un tipus de cançons corals, que anaven acompanyades de mascarades simbòliques, habituals a Florència al carnaval. Estaven escrites en una mètrica semblant a la de les ballate; i en la seva major part, eren posades en boca d'un grup d'obrers i comerciants, que, amb al·lusions no gaire castes, cantaven les lloances del seu art. Aquests triomfs i mascarades van ser dirigits pel mateix Lorenzo. Al vespre, van sortir a la ciutat grans companyies a cavall, tocant i cantant aquestes cançons. N'hi ha algunes del mateix Lorenzo, que superen totes les altres en el seu domini de l'art. La titulada Bacco ed Arianna és la més famosa.

### Èpica: Pulci i Boiardo

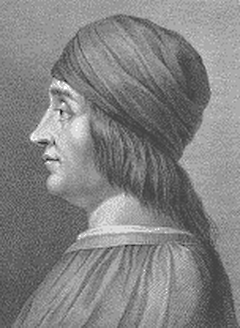
Mateu Boiardo

Itàlia encara no tenia poesia èpica veritable, però tenia, tanmateix, molts poemes anomenats cantari (cantars), perquè contenien històries que es cantaven al poble, i a més hi havia poemes romàntics, com el Buovo d'Antona, la Regina Ancroja i altres. Però el primer a introduir la vida en aquest estil va ser Luigi Pulci, que va escriure el Morgante Maggiore. El material del Morgante està extret gairebé completament d'un obscur poema cavalleresc del segle xv, redescobert per Pio Rajna. Pulci va erigir una estructura pròpia, sovint convertint el tema en ridícul, ridiculitzant els personatges i introduint moltes digressions, ara capritxoses, ara científiques, ara teològiques. Pulci va elevar l'èpica romàntica a la categoria d'obra d'art i va unir allò seriós i allò còmic.
Amb una intenció més seriosa, Matteo Boiardo, comte de Scandiano, va escriure el seu Orlando innamorato, en el qual sembla que aspirava a abraçar tota la gamma de llegendes carolíngies; però no va completar la seva tasca. Un tercer poema romàntic del segle XV va ser el Mambriano de Francesco Bello (Cieco de Ferrara). Es va inspirar en el cicle carolingi, en els romanços de la Taula Rodona i en l'antiguitat clàssica. 

### Altres

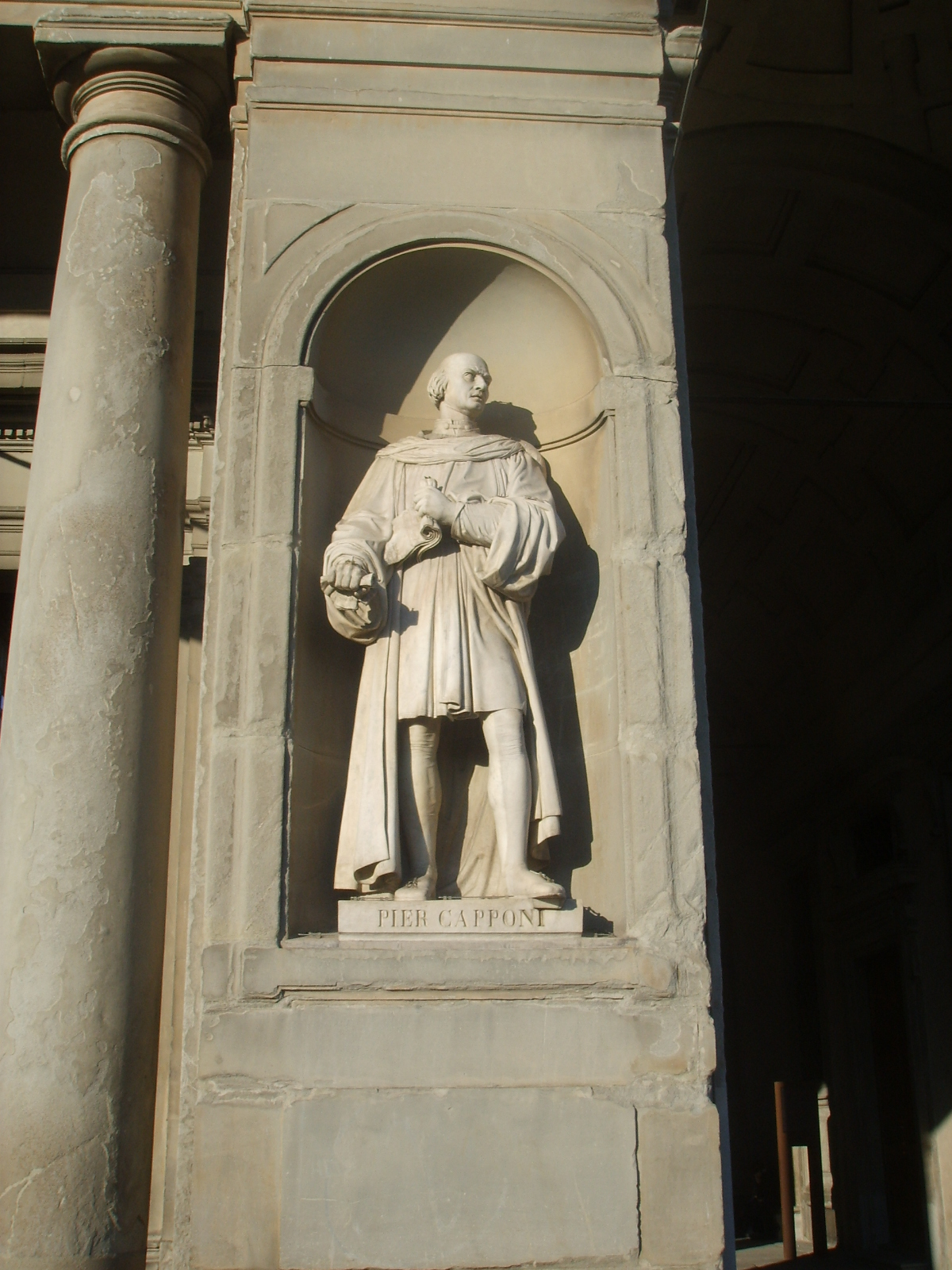
Monument a Piero Capponi a les fornícules del pati dels Uffizi per Torello Bacci

Gioviano Pontano va escriure la història de Nàpols, Leonardo Bruni d'Arezzo la de Florència, en llatí. Bernardino Corio va escriure la història de Milà en italià.
Leonardo da Vinci va escriure un tractat sobre pintura, Leone Battista Alberti un sobre escultura i arquitectura.
Piero Capponi, autor dels Commentari deli acquisto di Pisa i de la narració del Tumulto dei Ciompi, va pertànyer tant al segle XIV com al XV. Albertino Mussato de Pàdua va escriure en llatí una història de l'emperador Enric VII. Després va produir una tragèdia llatina sobre Ezzelino da Romano, el vicari imperial d'Enric al nord d'Itàlia, l'Eccerinus, que probablement no es va representar a l'escenari.
El desenvolupament del teatre al segle xv va ser molt gran. Aquest tipus de literatura semipopular va néixer a Florència i es va vincular a certes festivitats populars que se solien celebrar en honor de Sant Joan Baptista, patró de la ciutat. La Sacra Rappresentazione és el desenvolupament del Mistero (obra de misteri) medieval. Tot i que pertanyia a la poesia popular, alguns dels seus autors eren homes de literatura. A partir del segle xv, alguns elements del còmic-profà van trobar el seu lloc a la Sacra Rappresentazione. Del seu convencionalisme bíblic i llegendari, Poliziano es va emancipar en el seu Orfeo, que, tot i que en la seva forma exterior pertany a les representacions sagrades, se'n desprèn substancialment en el seu contingut i en l'element artístic introduït.

## Segle XVI: l'Alt Renaixement

Baldassarre Castiglione. Retrat de Rafael.

La característica fonamental de l'època literària posterior a la del Renaixement és que es va perfeccionar en tot tipus d'art, en particular unint el caràcter essencialment italià del seu llenguatge amb el classicisme de l'estil. Aquest període va durar des del 1494 fins al 1560 aproximadament. El 1494 Carles VIII de França va penetrar a Itàlia, marcant l'inici de la dominació exterior i la decadència política d'Itàlia. L'activitat literària que va aparèixer des de finals del segle xv fins a mitjan segle xvi va ser producte de les condicions polítiques i socials d'una època anterior.

### Baldassarre Castiglione
Baldassare Castiglione va escriure Il Cortegiano o El cortesà, un llibre de cortesia que tractava qüestions d'etiqueta i moralitat del cortesà. Publicat el 1528, va ser molt influent en els cercles cortesans europeus del segle xvi. El Cortesà és un llarg diàleg filosòfic sobre el tema del que constitueix un cortesà ideal o (al tercer capítol) una dama de la cort, digna de fer amistat i aconsellar un príncep o un líder polític. Inspirat per la cort espanyola durant el seu temps com a ambaixador de la Santa Seu (1524–1529), Castiglione va ambientar la narrativa del llibre durant els seus anys com a cortesà al seu Ducat natal d'Urbino. El llibre va esdevenir ràpidament enormement popular i els seus lectors el van assimilar al gènere dels llibres de cortesia prescriptius o llibres de costums, que tractaven temes d'etiqueta, autopresentació i moral, especialment a les corts principesques o reials, llibres com ara Galateo (1558) de Giovanni Della Casa i La conversa civil (1574) de Stefano Guazzo. El Cortesà era molt més que això, però, tenint el caràcter d'un drama, una discussió filosòfica oberta i un assaig. També s'ha vist com una al·legoria política velada.

### Ciència de la història: Maquiavel i Guicciardini

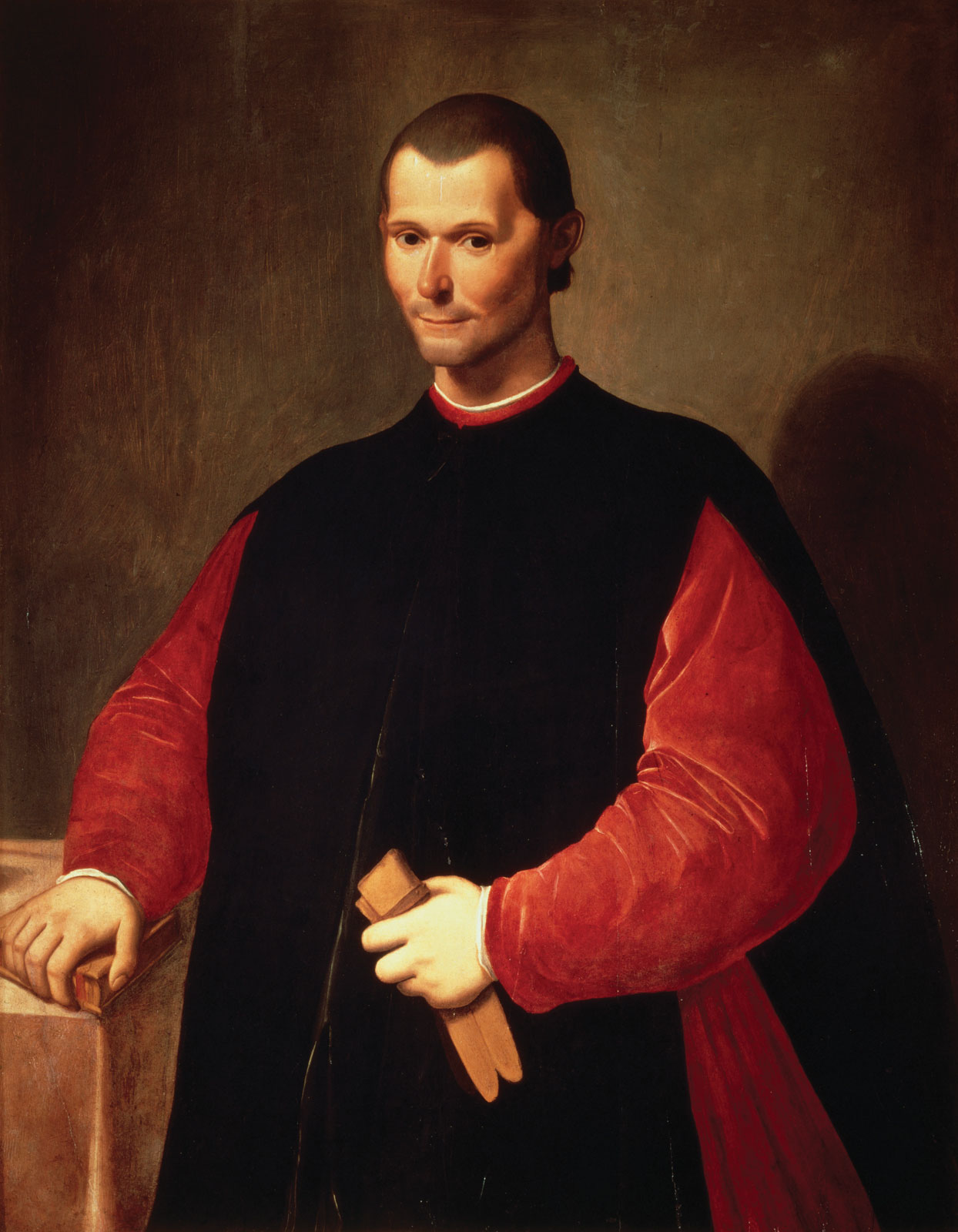
Retrat de Nicolau Maquiavel de Santi di Tito

Nicolau Maquiavel i Francesco Guicciardini van ser els principals creadors de la ciència de la història. Les principals obres de Maquiavel són l'Istorie fiorentine, els Discorsi sulla prima deca di Tito Livio, l'Arte della guerra i El príncep. El seu mèrit rau en haver emfatitzat el vessant experimental de l'estudi de l'acció política observant fets, estudiant històries i extreient-ne principis. La seva història de vegades és inexacta en els fets; és més una obra política que històrica.
Guicciardini era molt observador i va intentar reduir les seves observacions a una ciència. La seva Storia d'Italia, que s'estén des de la mort de Llorenç el Magnífic fins al 1534, és plena de saviesa política, està hàbilment organitzada en les seves parts, ofereix una imatge viva del caràcter dels personatges dels quals tracta i està escrita amb un estil grandiós. Maquiavel i Guicciardini poden ser considerats historiadors distingits, així com els creadors de la ciència de la història basada en l'observació.
Inferiors a ells van ser Jacopo Nardi (un historiador just i fidel i un home virtuós, que va defensar els drets de Florència contra els Mèdici davant Carles V), Benedetto Varchi, Giambattista Adriani, Bernardo Segni i, fora de la Toscana, Camillo Porzio, que va relatar la Congiura de baroni i la història d'Itàlia del 1547 al 1552; Angelo di Costanzo, Pietro Bembo, Paolo Paruta i altres.

### Ludovico Ariosto

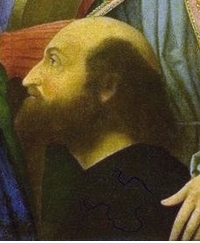
Ludovico Ariosto, detall de la Mare de Déu de viny amb els sants Josep, Joan, Caterina, Lluís de Tolosa i Lodovico Ariosto de Vincenzo Catena, 1512

L'Orland furiós de Ludovico Ariosto va ser una continuació de l'Innamorato de Boiardo. La seva característica és que va assimilar el romanç de la cavalleria a l'estil i els models del classicisme. El romàntic Ariosto era artista només per amor al seu art; la seva epopeia.

### Pietro Bembo
Pietro Bembo va ser una figura influent en el desenvolupament de la llengua italiana, concretament la toscana, com a mitjà literari, i els seus escrits van contribuir al renaixement de l'interès per les obres de Petrarca al segle xvi. Com a escriptor, Bembo va intentar restaurar part del llegendari "efecte" que el grec antic tenia en els seus oients, però en italià toscà. Va tenir com a model i com a màxim exemple d'expressió poètica mai aconseguit en italià l'obra de Petrarca i Boccaccio, dos escriptors del segle xiv que va ajudar a tornar a posar de moda.
A la Prose della volgar lingua, va presentar Petrarca com el model perfecte i va tractar detalladament la composició dels versos.

### Torquato Tasso

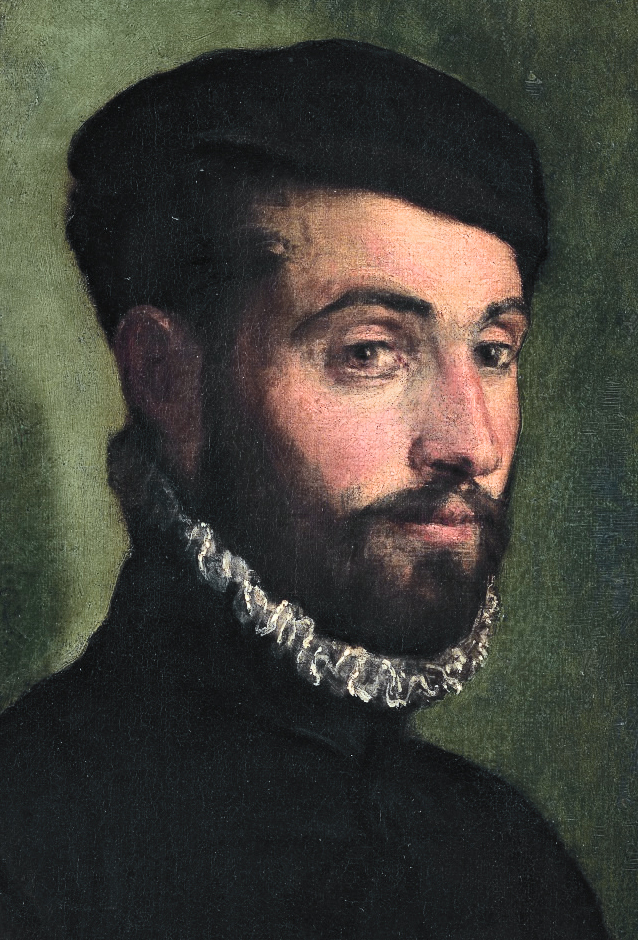
Retrat de Torquato Tasso per Jacopo Bassano

Els historiadors de la literatura italiana dubten si Torquato Tasso s'ha de situar en el període de més alt desenvolupament del Renaixement, o si ha de formar un període a part, intermedi entre aquest i el següent. A Rinaldo, va intentar conciliar les regles aristotèliques amb la varietat d'Ariosto. Més tard va escriure l'Aminta, un drama pastoral. Explica les seves intencions en els tres Discorsi, escrits mentre componia Gerusalemme: escolliria un tema gran i meravellós, no tan antic com per haver perdut tot l'interès, ni tan recent com per impedir que el poeta l'embellís amb circumstàncies inventades. Ho tractaria rigorosament segons les regles de la unitat d'acció observades en els poemes grecs i llatins però amb una varietat i esplendor d'episodis molt més grans. El Gerusalemme és el millor poema heroic d'Itàlia. Pel que fa a l'estil, però, tot i que Tasso es va esforçar estudiadament per mantenir-se a prop dels models clàssics, fa un ús excessiu de la metàfora, de l'antítesi, de conceptes inversemblants; i és especialment des d'aquest punt de vista que alguns historiadors han situat Tasso en el període literari generalment conegut amb el nom de Secentisme, i que d'altres, més moderats en la seva crítica, han dit que va preparar el camí per a això.

### Giovanni Battista Guarini

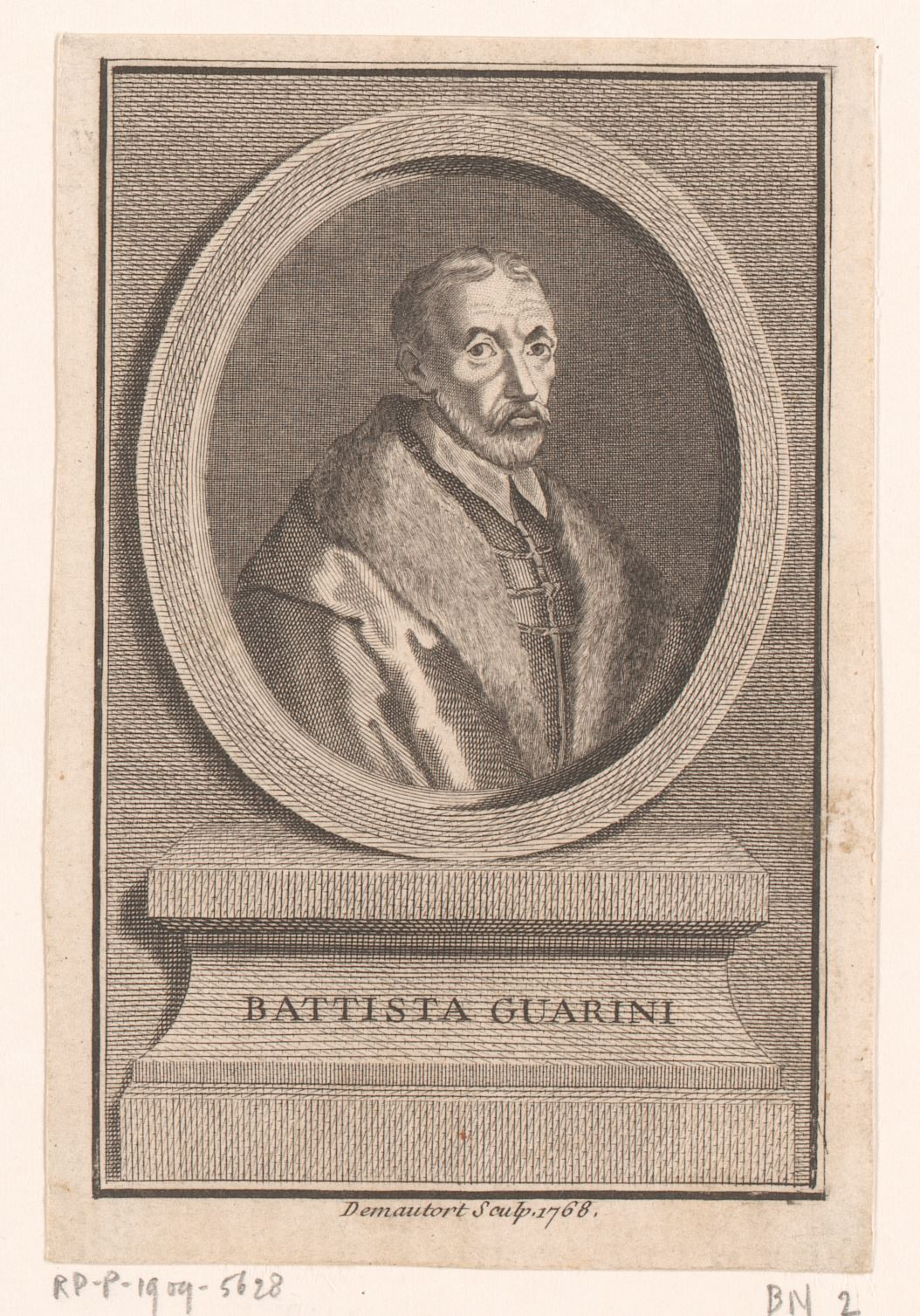
Giovanni Battista Guarini

Entre els autors més influents del Renaixement tardà italià, el poeta ferrarès Giovanni Battista Guarini és conegut sobretot pel drama pastoral immensament popular Il pastor fido (1589-1602). Escrit a emulació de l'Aminta de Tasso, va tenir una considerable popularitat a tota Europa al segle xvii i va ser traduït moltes vegades, sobretot a l'anglès per Sir Richard Fanshawe el 1647. Guarini també va escriure una influent defensa de la tragicomèdia, el Compendio della poesia tragicomica (1601) i una important col·lecció de lletres (1598).

### Escriptors menors

Retrat de Giovanni della Casa per Jacopo Pontormo

Mentrestant, hi va haver un intent d'epopeia històrica. Gian Giorgio Trissino de Vicenza va compondre un poema anomenat Italia liberata dai Goti, sobre les campanyes de Belisari; va dir que s'havia obligat a observar totes les regles d'Aristòtil i que havia imitat Homer. Monsenyor Giovanni Guidiccioni de Lucca va expressar en sonets el seu dolor pel trist estat del seu país. Altres poetes lírics del període inclouen Francesco Molza, Giovanni della Casa i Pietro Bembo, i les dones Vittoria Colonna, Veronica Gambara, Tullia d' Aragona i Giulia Gonzaga. Isabella di Morra és un exemple singular de poesia femenina de l'època.
Al segle XVI es van escriure moltes tragèdies, però totes són fluixes. El primer a ocupar l'escenari tràgic va ser Trissino amb la seva Sofonisba. L'Oreste i la Rosmunda de Giovanni di Bernardo Rucellai no eren millors, ni la traducció d'Antígona de Luigi Alamanni. Sperone Speroni a la seva Canace i Giraldi Cintio a les seves Orbecche van intentar convertir-se en innovadors en la literatura tràgica, però van provocar crítiques que les van qualificar de grotesques i el debat sobre el paper del decòrum. Sovint eren vistos com a inferiors al Torrismondo de Torquato Tasso, especialment remarcables pels cors, que recordaven les tragèdies gregues.

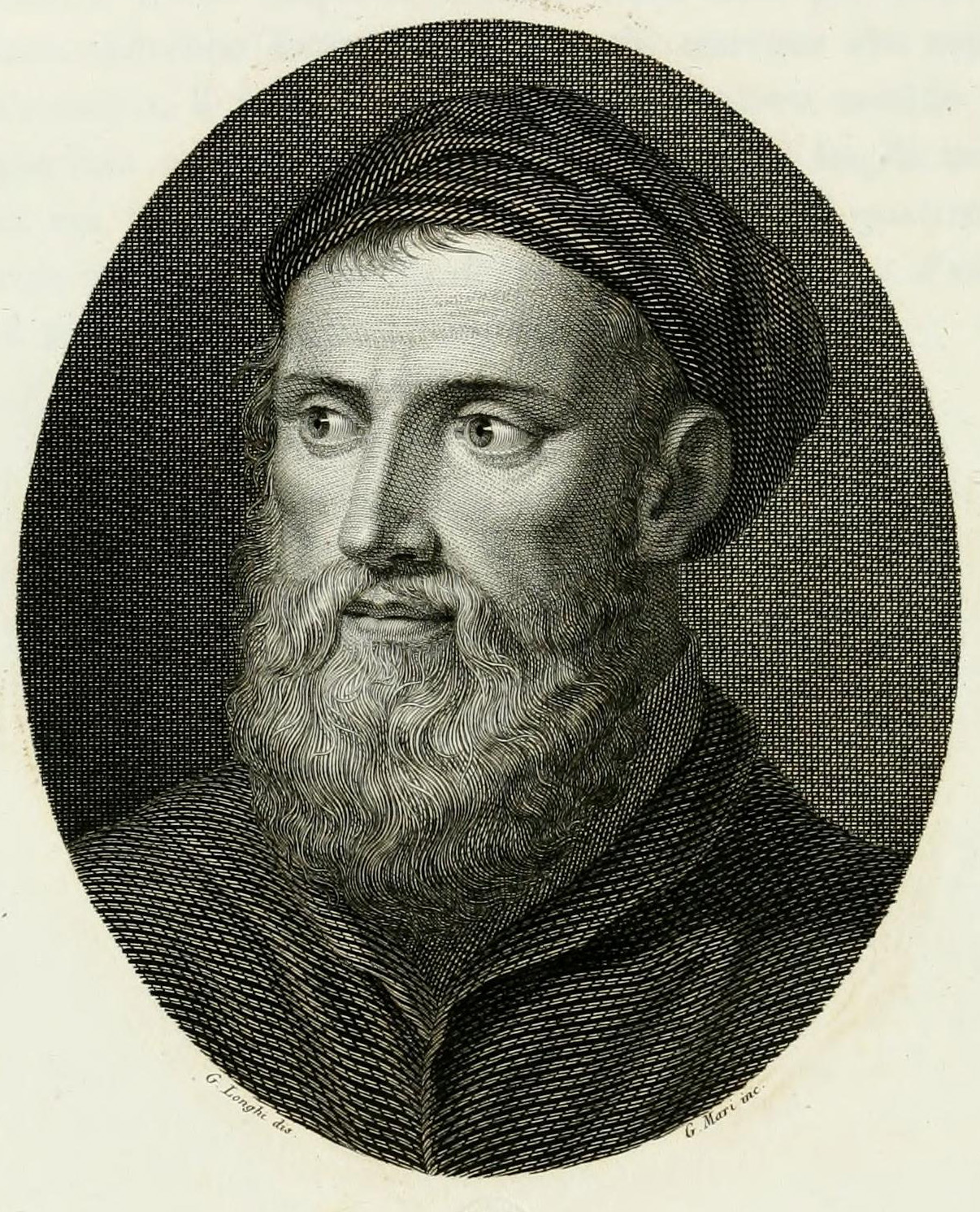
Retrat de Francesco Berni per Giuseppe Marri

La comèdia italiana del segle XVI es va inspirar gairebé completament en la comèdia llatina. Gairebé sempre eren iguals en la trama. Així, els Lucidi d'Agnolo Firenzuola, i el Vecchio amoroso de Donato Giannotti van ser modelats a partir de comèdies de Plaute, com ho van ser l'Sporta de Giambattista Gelli, el Marito de Lodovico Dolce i altres. Els millors escriptors de comèdia van ser Maquiavel, Ariosto i Giovanni Maria Cecchi, i possiblement Pietro Aretino. El segle xv incloïa poesia humorística. Antonio Cammelli, sobrenomenat el Pistoià, és especialment digne de menció per la seva bonhomia pungent, com l'anomenava Sainte-Beuve. Però va ser Francesco Berni qui, amb la sàtira, va portar aquest tipus de literatura a la perfecció al segle xvi. A partir d'ell, l'estil ha estat anomenat "poesia bernesca". La poesia bernesca és el reflex més clar d'aquell escepticisme religiós i moral que caracteritzava la vida social italiana del segle xvi, i que es manifestava a la majoria de les obres d'aquell període: un escepticisme que va aturar la Reforma religiosa a Itàlia i que, al seu torn, va ser un efecte de les condicions històriques. Els satírics purs, en canvi, van ser Antonio Vinciguerra, Lodovico Alamanni i Ariosto, aquest últim superior als altres per l'elegància àtica del seu estil.
Al segle xvi, no hi havia poques obres didàctiques. En el seu poema Le Api Giovanni di Bernardo Rucellai s'acosta a la perfecció de Virgili. L'obra didàctica més important, però, és El Cortesà de Castiglione, en què imagina una discussió al palau dels ducs d'Urbino entre cavallers i dames sobre quins dons requereix un cortesà perfecte. Aquest llibre és valuós com a il·lustració de l'estat intel·lectual i moral de la societat italiana més elevada de la primera meitat del segle XVI.
Dels novel·listes del segle xvi, els dos més importants van ser Grazzini i Matteo Bandello. Bandello va ser frare dominicà i bisbe, però malgrat això les seves novel·les eren molt poc elaborades, i sovint ridiculitzava els eclesiàstics del seu temps.
Entre les nombroses traduccions de l'època, encara són famoses les de l'Eneida i les Pastorals de Longus el Sofista d'Annibale Caro; com també ho són les traduccions de les Metamorfosis d'Ovidi per Giovanni Andrea dell'Anguillara, de Les metamorfosis d'Apuleu per Firenzuola i de les Vides i Moralia de Plutarc per Marcello Adriani.

## Segle XVII: el barroc
El Tractat de Cateau-Cambrésis de 1559 va donar lloc a segles de dominació estrangera sobre Itàlia. Aquest període és conegut en la història de la literatura italiana com el Secentismo. Els seus escriptors van desplegar comparacions complexes i descabellades, paradoxes i enunciats paralògics (acutezze) per tal de mostrar el geni i l'enginy de l'escriptor (ingegno), i provocar la meravella (meraviglia) en el lector.

### Teoria literària
El principal teòric del secentisme italià va ser el filòsof Emanuele Tesauro. La seva principal obra va ser Il cannocchiale aristotelico (El telescopi aristotèlic), publicada per primera vegada el 1654 i reimpresa almenys deu vegades al segle xvii. Desenvolupant idees esbossades per la poètica renaixentista, i utilitzant l'Aristòtil de l'Ars Rhetorica més que el de la Poètica, Tesauro construeix una vasta teoria de la metàfora i el concettismo (conceptisme). La seva teoria depèn d'una distinció entre intelletto (intel·lecte) i ingegno (enginy): l'intelletto agafa els fets i els comunica mitjançant signes literals directament i sense adorns a la ment; l'ingegno capta els fets i els transforma, mitjançant processos d'analogia i pensament lateral, en conceptes retòrics agradables i enginyosos. Tesauro és conscient dels perills del lliscament entre la veritat i el llenguatge, però aprecia el plaer sensual i intel·lectual i la meravella que poden crear paraules i signes no literals i no transparents. Per a ell, tot llenguatge és inherentment metafòric, ja que implica la transferència del pensament als sentits. El paper de l'ingegno és investigar la connexió oculta entre totes les coses, tractant el món com un magatzem d'analogies potencialment meravelloses. La metàfora és central en aquest procés de metamorfosis; i Tesauro mostra com de manera calidoscòpica una metàfora pot generar un nombre infinit d'altres de tal manera que l'abast de l'analogia poètica i retòrica s'amplia, en teoria, com mai abans. D'aquesta manera subverteix Aristòtil mentre li parla de boca, i obre un nou món literari semblant als nous mons científics i geogràfics de principis del segle xvii.

### Marinisme

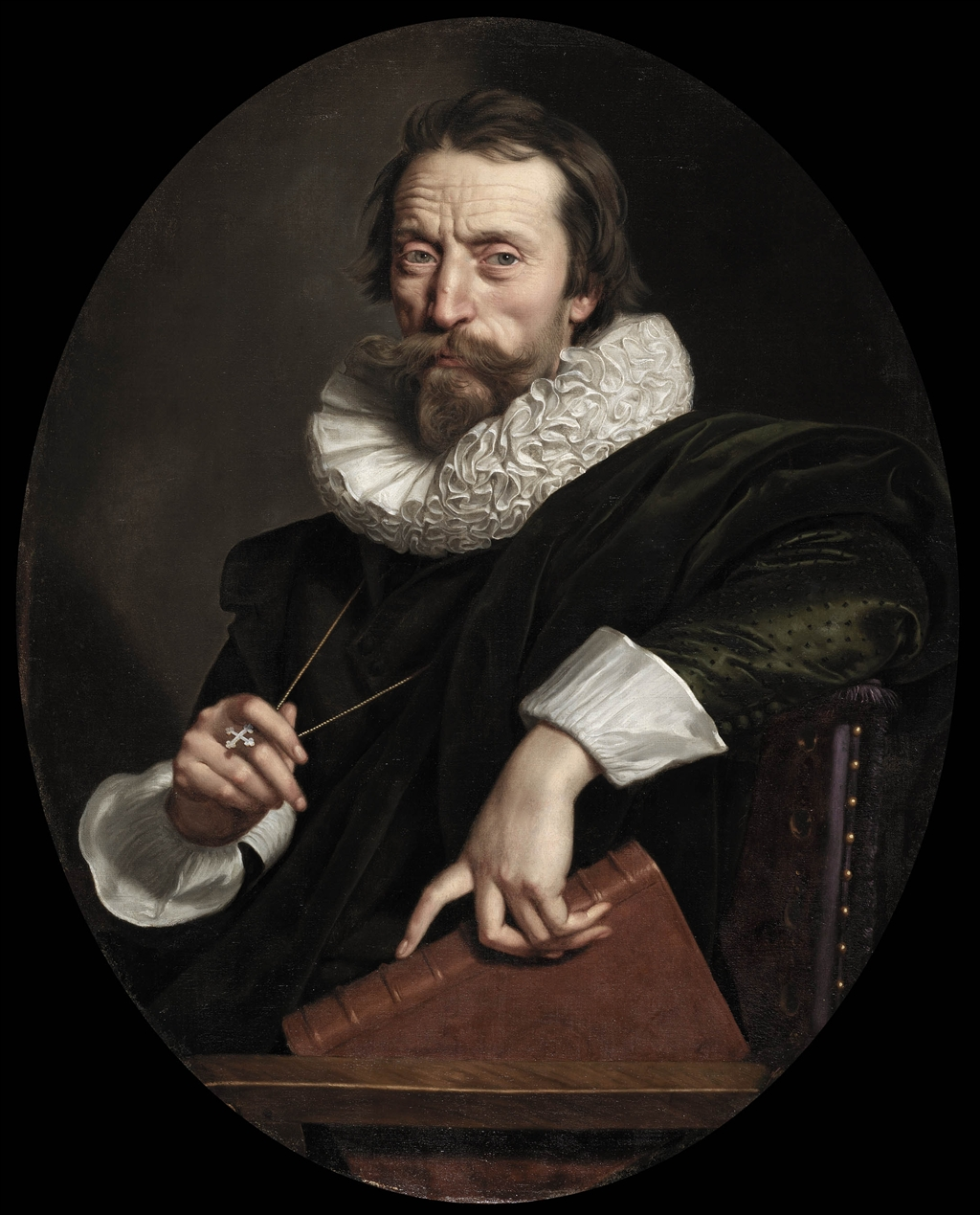
Retrat de Giovan Battista Marino de Frans Pourbus el Jove

Al capdavant de l'escola dels secentistes hi havia Giovan Battista Marino, especialment conegut pel seu poema èpic, L'Adone. El mateix Marino, com va declarar al Prefaci de La lira, volia ser un nou líder i model per a altres poetes. En segon lloc, volia sorprendre i commocionar el lector a través del meravellós (meraviglioso) i de l'insòlit (peregrino). Les qualitats que ell i els seus seguidors més valoraven eren l'ingegno (enginy) i l'acutezza (agudesa), tal com es demostren a través de metàfores i presumpcions exagerades, sovint que atacarien els sentits del lector. Això significava estar disposat, de fet tenir ganes, de trencar les regles i els preceptes literaris. Marino i els seus seguidors van barrejar tradició i innovació: van treballar amb les formes poètiques existents, en particular el sonet, la sestina, la canzone, el madrigal i, amb menys freqüència, l'ottava rima, però van desenvolupar noves estructures i longituds de línia més fluides. També tractaven temes sagrats (amor, dona, natura), però feien dels sentits i de la sensualitat l'element dominant. Les passions, que havien cridat l'atenció dels escriptors i teòrics de Pàdua a mitjans del segle XVI, així com de Tasso, prenen el protagonisme i es representen en formes extremes en representacions de temes com el martiri, el sacrifici, la grandesa heroica i la por existencial abismal. Els marinistes també aborden nous temes —sobretot les arts visuals i musicals i les escenes interiors— amb un nou repertori de referències que abraça els avenços científics moderns, altres branques especialitzades del coneixement i llocs i animals exòtics. Hi ha similituds amb Tasso, però l'equilibri entre forma i contingut en Tasso és deliberadament desequilibrat per Marino i els seus seguidors, que sovint obliden totes les preocupacions sobre la unitat en els seus poemes (en dona testimoni l'Adone). La diferència més sorprenent, però, és el paper intensificat de la metàfora. Marino i els seus seguidors van buscar metàfores que detinguessin el lector suggerint una semblança entre dues coses aparentment dispars, produint així metamorfosis sorprenents, presumptes (concetti) i imatges descabellades que fan volar espurnes mentre creen una fricció entre dos objectes aparentment diversos. La mesura en què aquesta nova llibertat metafòrica revela un món nou està encara oberta al debat crític. D'alguna manera sembla fer de la poesia una forma de joc intel·lectual o trencaclosques; en altres suggereix noves maneres de percebre i descriure la realitat, paral·leles a les mesures matemàtiques emprades per Galileu i els seus seguidors en les ciències experimentals.
Quasi tots els poetes del segle XVII van estar més o menys influenciats pel marinesme. Molts secentisti van sentir la influència d'un altre poeta, Gabriello Chiabrera. Enamorat dels grecs, va fer nous metres, sobretot a imitació de Píndar, tractant temes religiosos, morals, històrics i amatoris. Carlo Alessandro Guidi va ser el principal representant d'un corrent pindaritzant primerenc basat en la imitació de Chiabrera, només després de Petrarca en la poesia italiana. Va ser exaltat tant per Gravina com per Crescimbeni, que va editar la seva poesia (1726), i imitat per Parini. Alfieri va atribuir el seu propi autodescobriment al poder del vers de Guidi. Fulvio Testi va ser un altre gran exponent de la línia hel·lenitzadora del classicisme barroc, combinant l'horacianisme amb la imitació d'Anacreont i Píndar. Els seus escrits més importants i interessants no són, però, les seves lletres (només recollides el 1653), sinó la seva extensa correspondència, que és un document important de la política i les lletres barroques.

### Arcadia

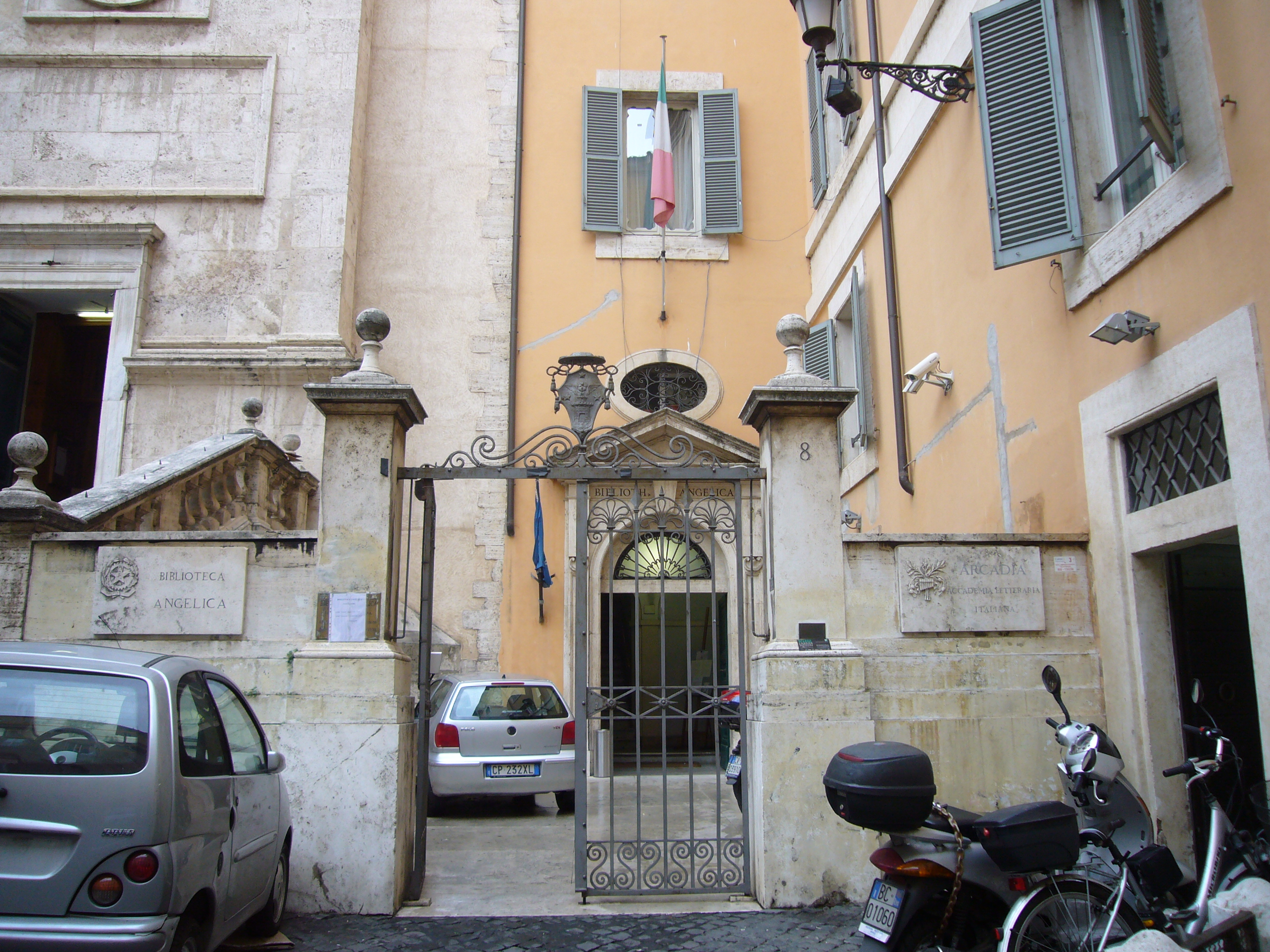
La seu de l'Accademia dell'Arcadia a la Piazza Sant'Agostino a Roma

L'obra de Marino, amb el seu llenguatge metafòric sensual i la seva estructura i moral no èpica, va provocar un debat sobre les reivindicacions rivals de puresa i sobrietat clàssiques d'una banda i els excessos del marinisme de l'altra. El debat va continuar fins que finalment l'Accademia dell'Arcadia es va decidir a favor del clàssic, la visió de la qual va prevaldre en la crítica italiana fins ben entrat el segle XX. L'Accademia dell'Arcadia va ser fundada per Giovanni Mario Crescimbeni i Gian Vincenzo Gravina l'any 1690. L'Arcadia es deia així perquè el seu principal objectiu era imitar la senzillesa dels antics pastors que se suposa que havien viscut a Arcàdia a l'edat daurada. Els poemes dels arcadis estan formats per sonets, madrigals, canzonette i versos blancs. El que més es va distingir entre els sonetistes va ser Felice Zappi. Entre els autors de cançons, Paolo Rolli va ser il·lustre. Carlo Innocenzo Frugoni era el més conegut. Els membres de l'Arcadia eren gairebé exclusivament homes, però almenys una dona, Maria Antònia Scalera Stellini, fou elegida per mèrits poètics. Vincenzo da Filicaja tenia un talent líric, sobretot en les cançons sobre Viena assetjada pels turcs.

### Novel·la barroca
Durant el segle XVII, Itàlia va ser testimoni del desenvolupament de la novel·la barroca, que Alberto Asor Rosa ha suggerit que va sorgir a través de la secularització de la poesia cavalleresca i el caràcter cada cop més literari de la novel·la. Hi va haver alguns desenvolupaments en altres direccions. Giovanni Ambrogio Marini va presentar una idealització de la vida aristocràtica en el seu gran èxit Calloandro fedele (1640–41) i, en un moviment radical, la Trilogia di Glisomiro (1657–62) de Girolamo Brusoni va substituir les vides i els amors de l'aristocràcia pels de la burgesia contemporània. Itàlia al segle XVII va produir diversos novel·listes distingits, en particular Giovanni Francesco Biondi, Bernardo Morando, Luca Assarino i Pace Pasini. Biondi va escriure una famosa trilogia de novel·les: L'Eromena (1624), La donzella desterrada (1627) i Il Coralbo (1632). La Rosalinda de Morando (1650) va gaudir de més de vint reimpressions i va ser traduïda al francès i a l'anglès. Les novel·les de gran èxit de Luca Assarino inclouen La Stratonica (1635), que va ser traduïda al francès, anglès i alemany, i L'Almerinda (1640), més tard ampliada i reelaborada completament com I giuochi di fortuna (1655). L'historia del cavalier perduto (1644) de Pace Pasini, que combina temes cavallerescos, picarescs i polítics, probablement va ser una font de I promessi sposi d'Alessandro Manzoni.
L'espion turc de Giovanni Paolo Marana (1684) van ser una de les primeres novel·les epistolars. L'obra es va convertir en una de les més venudes de finals del segle xvii i va influir en Montesquieu en l'escriptura de les Cartes Perses (1721). Daniel Defoe va escriure una seqüela no oficial de l'obra de Marana (traduïda a l'anglès com Letters Writ by a Turkish Spy), A Continuation of Letters Writ by a Turkish Spy (1718).

### Teatre barroc
Federico Della Valle va ser el dramaturg barroc italià més important. Va treballar a la cort de Carles Manuel I de Savoia a Torí, i també va estar actiu a Milà. Només va ser redescobert al segle XX. Va compondre una tragicomèdia juvenil, Adelonda di Frigia (publ. 1629), però les seves millors obres són tragèdies de temàtica religiosa: Judit (1627) i Ester (1627), sobre temes bíblics, i La reina di Scotia (1628) sobre el destí de Maria Stuart, que es presenta com una màrtir catòlica. Mostren la influència dinàmica de la religió en la conducta, no a través d'una retòrica abstracta sinó amb un sentiment poètic real pel tragèdia en situacions humanes. La contundència directa de la seva escriptura és poc tocada per la grandiloqüència barroca del Seicento.
Com altres tragèdies de l'època, les obres de Della Valle seguien el model clàssic. Uns quants dramaturgs es van revoltar contra les regles clàssiques d'unitat de lloc, de temps i d'acció. Va destacar entre el nou tipus d'obres teatrals produïdes el Cromuele (1671) de Girolamo Graziani, una presentació potent, encara que poc històrica, d'Oliver Cromwell, les declaracions del qual estan plenes de maquiavel·lisme.

### Sàtira barroca
La sàtira antiespanyola comença amb Ragguagli di Parnaso de Trajano Boccalini i continua amb Filippiche de Fulvio Testi. L'èpica renaixentista esdevé sàtira a La secchia rapita d'Alessandro Tassoni, que redueix a una farsa una veritable disputa de 1393 entre güelfs i gibelins. Més ampli va ser el pintor i poeta italià napolità Salvator Rosa, les set llargues sàtires del qual segueixen els passos d'Ariosto. Arcadis com Gian Vincenzo Gravina i Paolo Rolli van utilitzar la sàtira per atacar els excessos dels seguidors de Marino; Rolli també va editar una antologia de sàtira italiana a Londres. A l'escenari, les sàtires en dialecte milanès de Carlo Maria Maggi van inaugurar un gènere continuat pel dramaturg sienès Girolamo Gigli.

### Literatura filosòfica: Tommaso Campanella

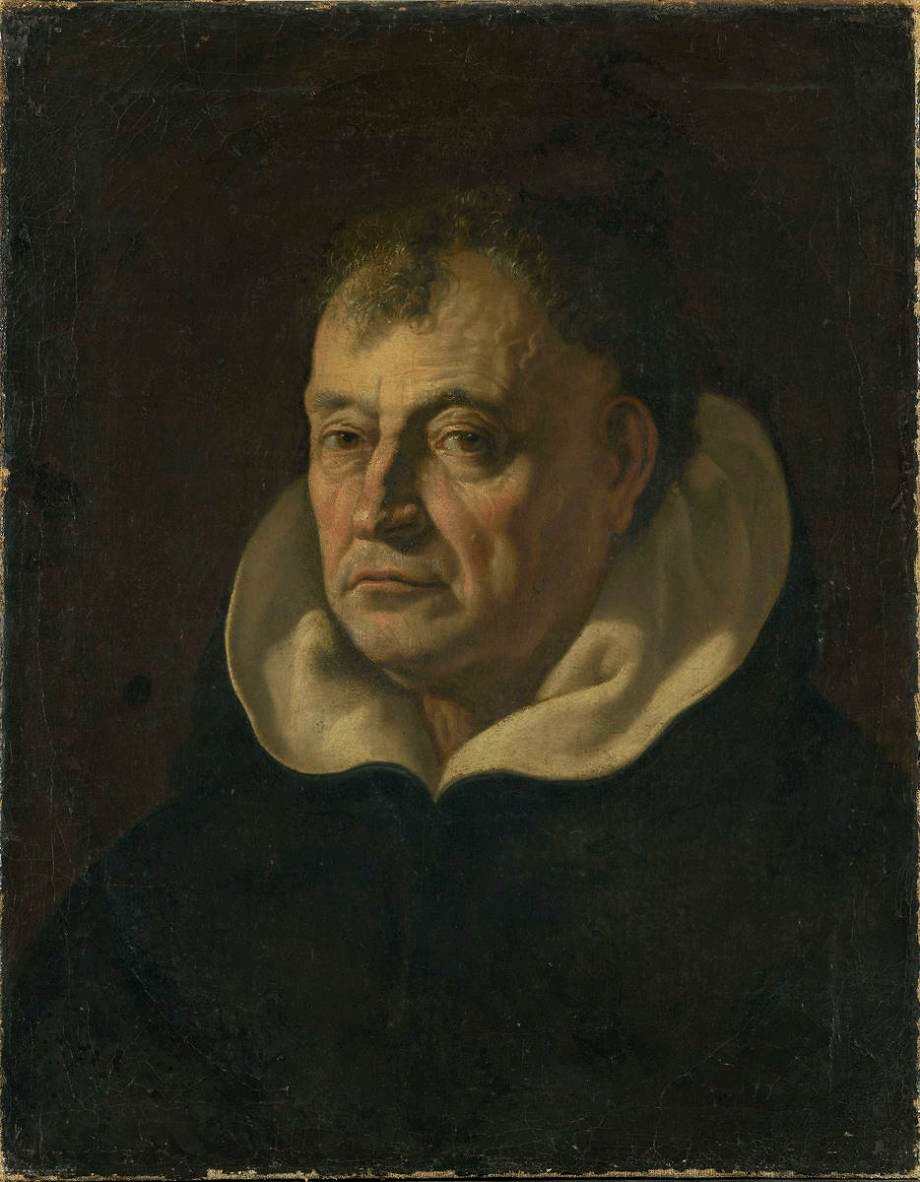
Retrat de Tommaso Campanella per Francesco Cozza

El filòsof, teòleg, astròleg i poeta Tommaso Campanella és una figura interessant, encara que aïllada, de la literatura filosòfica italiana del segle XVII. La seva Poesie, publicada el 1622, consta de vuitanta-nou poemes de diverses formes mètriques. Alguns són autobiogràfics, però tots estan estampats amb una serietat i una franquesa que passa per alt les modes literàries del seu temps. Va escriure en llatí sobre dialèctica, retòrica, poètica i historiografia, així com en italià a Del senso delle cose e della magia, compost el 1604 i publicat el 1620. En aquesta obra fascinant, influenciada pels ensenyaments de Bernardino Telesio, Campanella imagina el món com una estàtua viva de Déu, en la qual tots els aspectes de la realitat tenen significat i sentit. Amb el seu animisme i sensualitat, aquesta visió prefigura de moltes maneres les opinions de Daniello Bartoli i Tesauro. L'obra teològica de Campanella, estretament relacionada amb els seus escrits filosòfics, inclou l'Atheismus triumphatus i els trenta volums Theologia (1613–24). La seva obra més famosa, i la que reuneix tots els seus interessos, és La città del sole, escrita per primera vegada el 1602 en italià i després traduïda al llatí el 1613 i el 1631. En ella, un mariner genovès de la tripulació de Cristòfor Colom descriu l'estat ideal de la Ciutat del Sol governada tant en matèria temporal com espiritual pel Príncep Sacerdot, anomenat Sol o Metafísic. Sota seu hi ha tres ministres: Poder (preocupat per la guerra i la pau), Saviesa (preocupat per la ciència i l'art, tots escrits en un sol llibre) i l'Amor (preocupat per la procreació i l'educació dels ciutadans del Sol). La vida dels ciutadans es basa en un sistema comunista: totes les propietats es mantenen públicament, no hi ha famílies, no hi ha drets d'herència, no hi ha matrimoni i les relacions sexuals estan regulades per l'estat. Cadascú té la seva funció a la societat, i a tots els ciutadans se'ls exigeix uns deures. L'educació és l'entrenament perfecte de la ment i el cos, i s'oposa radicalment a la cultura llibresca i acadèmica de la Itàlia del Renaixement: els objectes d'estudi no haurien de ser "les coses mortes", sinó la naturalesa i les lleis matemàtiques i físiques que regeixen el món físic. Hi ha vincles aquí amb el modernisme naixent de la Querelle des anciens et des modernes, i amb els mètodes i les aspiracions científiques de Galileu, a qui Campanella va defensar per escrit el 1616.

## L'Edat de la Raó i Reforma
Al segle xviii, la situació política d'Itàlia va començar a millorar, sota Josep II, emperador del Sacre Germànic, i els seus successors. Aquests prínceps van ser influenciats pels filòsofs, que al seu torn van sentir la influència d'un moviment general d'idees en moltes parts d'Europa, de vegades anomenat la Il·lustració.

### Història i societat: Vico, Muratori i Beccaria

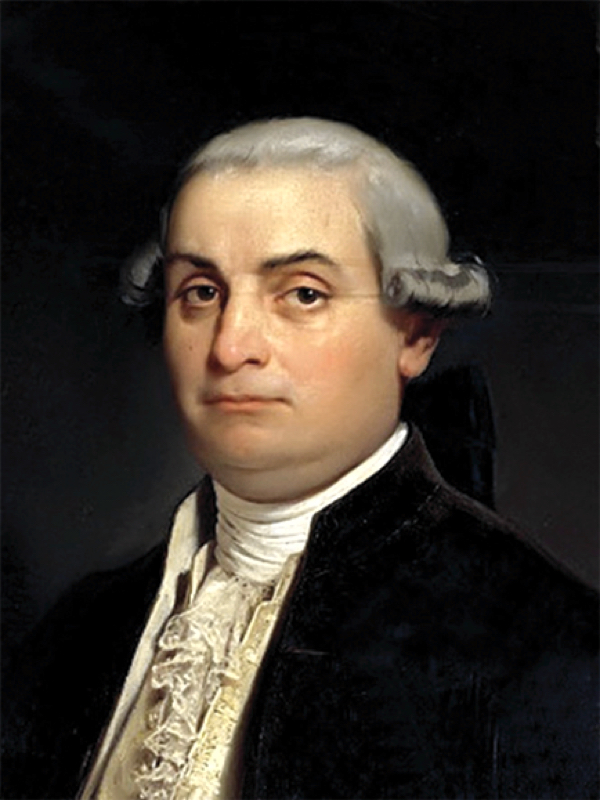
Retrat de Cesare Beccaria per Eliseo Sala

Giambattista Vico va mostrar el despertar de la consciència històrica a Itàlia. A la seva Scienza nuova, va investigar les lleis que regeixen el progrés de la raça humana, i segons les quals es desenvolupen els esdeveniments. A partir de l'estudi psicològic de l'home, va intentar inferir la comune natura delle nazioni (història comuna de les nacions), és a dir, les lleis universals de la història.
Lodovico Antonio Muratori, després d'haver recopilat en la seva Rerum Italicarum scriptores les cròniques, biografies, cartes i diaris de la història italiana del 500 al 1500, i d'haver discutit les qüestions històriques més obscures a les Antiquitates Italicae medii aevi, va escriure els Annali d'Italia, narrant minuciosament fonts de fets autentiques. Els associats de Muratori en la seva recerca històrica van ser Scipione Maffei de Verona i Apostolo Zeno de Venècia. A la seva Verona illustrata Maffei va deixar un tresor de coneixements que també era una excel·lent monografia històrica. Zenó va afegir molt a l'erudició de la història literària, tant en les seves Dissertazioni Vossiane com en les seves notes a la Biblioteca dell'eloquenza italiana de Monsenyor Giusto Fontanini. Girolamo Tiraboschi i el comte Giammaria Mazzucchelli de Brescia es van dedicar a la història literària.
Si bé el nou esperit de l'època va portar a la investigació de les fonts històriques, també va fomentar la investigació sobre el mecanisme de les lleis econòmiques i socials. Ferdinando Galiani va escriure sobre moneda; Gaetano Filangieri va escriure una Scienza della legislazione. Cesare Beccaria, en el seu Trattato dei delitti e delle pene, va contribuir a la reforma del sistema penal i va promoure l'abolició de la tortura.

### Metastasio i el melodrama
El moviment reformador pretenia eliminar allò convencional i artificial i tornar a la veritat. Apostolo Zeno i Pietro Metastasio s'havien esforçat per fer compatibles el melodrama i la raó. Metastasio va donar una nova expressió als afectes, un gir natural al diàleg i cert interès a la trama; si no hagués caigut en un refinament excessiu i desnaturalitzat constant i en anacronismes freqüents, podria haver estat considerat l'escriptor més important de llibrets d'opera seria i el primer reformador dramàtic del segle XVIII.

### Carlo Goldoni

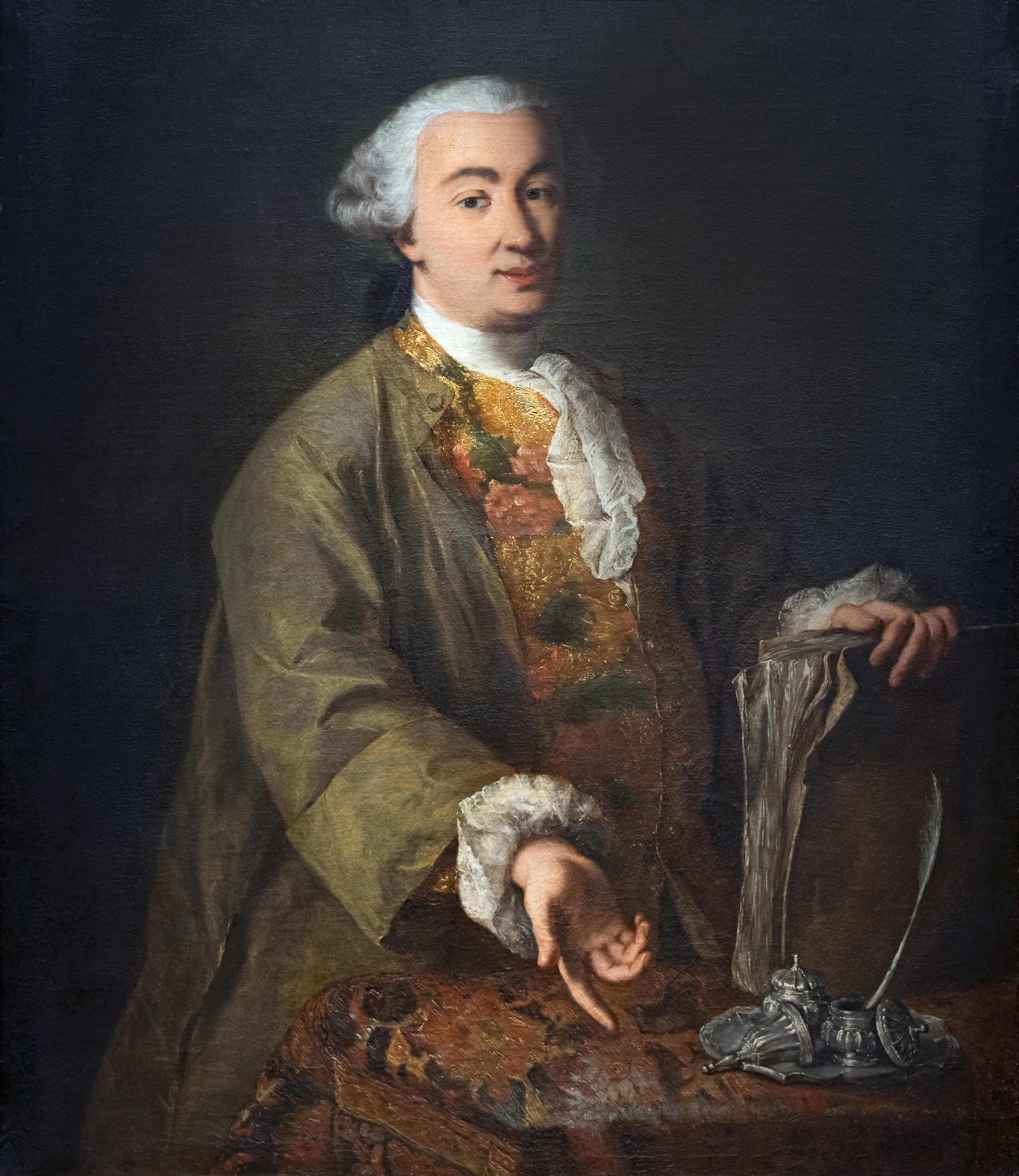
Retrat de Carlo Goldoni per Alessandro Longhi

Carlo Goldoni va vèncer la resistència de l'antiga forma popular de comèdia, amb les màscares de pantalone, del metge, l'arlequí, el Brighella, etc., i va crear la comèdia de personatges, seguint l'exemple de Molière. Moltes de les seves comèdies van ser escrites en venecià. Les seves obres inclouen algunes de les obres de teatre més famoses i estimades d'Itàlia. Goldoni també va escriure sota el pseudònim i el títol de Polisseno Fegeio, Pastor Arcade, que va afirmar en les seves memòries que els "Arcadis de Roma" li van atorgar. Una de les seves obres més conegudes és l'obra còmica El criat de dos amos, que ha estat traduïda i adaptada internacionalment nombroses vegades.

### Giuseppe Parini

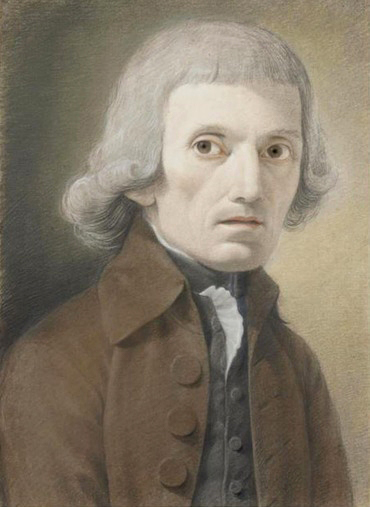
Retrat de Giuseppe Parini per Giuseppe Mazzola

La figura principal de la revifalla literària del segle XVIII va ser Giuseppe Parini. En un poemari que va publicar als vint-i-tres anys, sota el nom de Ripano Eupilino, el poeta mostra la seva facultat de treure les seves escenes de la vida real, i en les seves peces satíriques mostra un esperit d'oposició oberta a la seva època. Millorant els poemes de la seva joventut, es va mostrar innovador en les seves lletres, rebutjant alhora el petrarquisme, el secentisme i Arcadia. A l'Odi ja se sent la nota satírica, però surt amb més força a Del giorno, que assumeix un gran valor social i històric. Com a artista, tornant directament a les formes clàssiques, va obrir el camí a l'escola de Vittorio Alfieri, Ugo Foscolo i Vincenzo Monti. Com a obra d'art, el Giorno de vegades és una mica dur i trencat, com a protesta contra la monotonia arcadiana.

### Purisme lingüístic

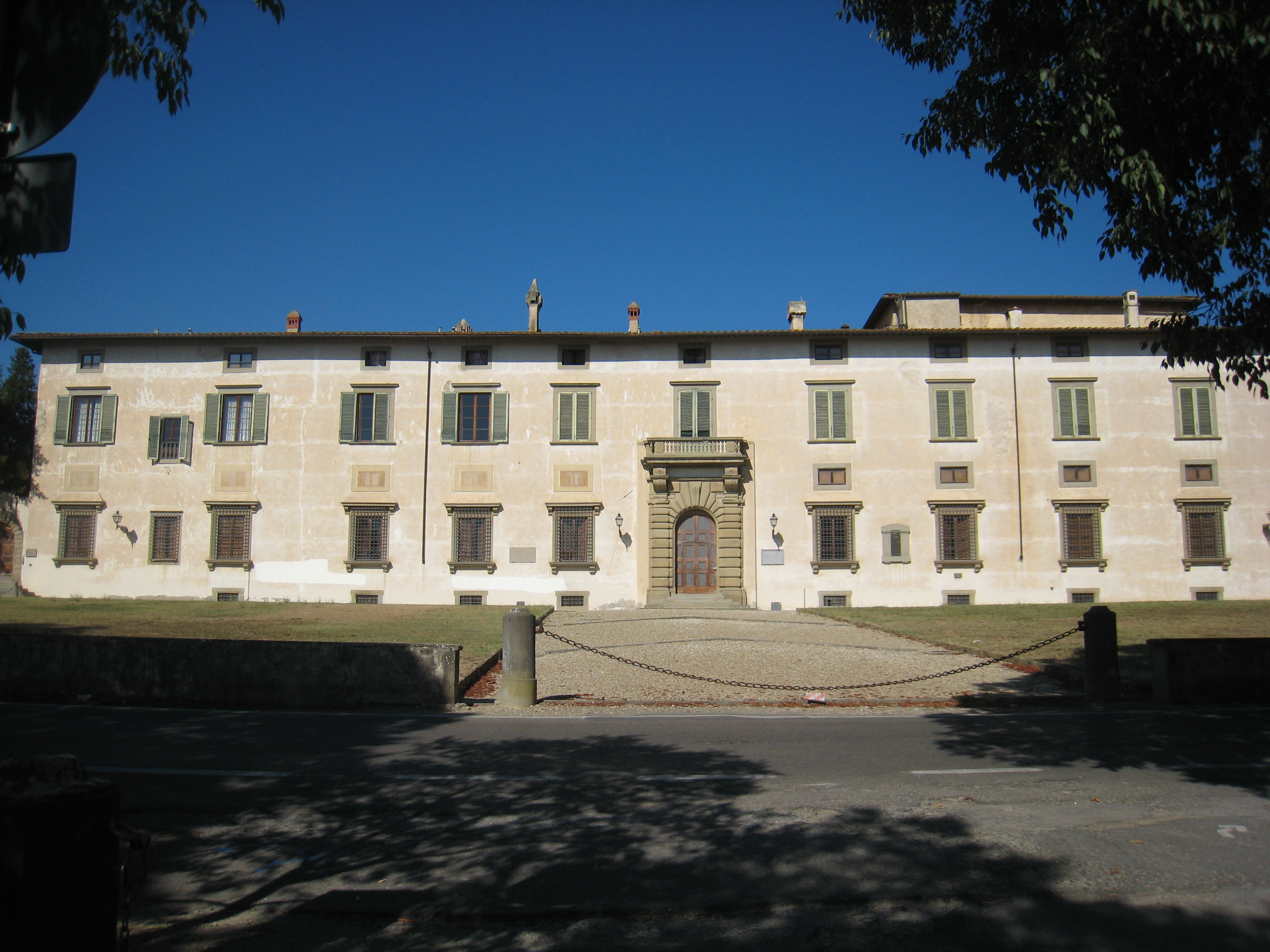
Villa di Castello, seu de l'Accademia della Crusca

A la segona meitat del segle XVIII, la llengua italiana estava especialment plena d'expressions franceses; va sorgir llavors una qüestió sobre el purisme del llenguatge. Calia restaurar la prosa per la dignitat nacional, i es creia que això no es podia fer sinó retornant als escriptors del segle XIV, als aurei trecentisti, com s'anomenaven, o bé als clàssics de la literatura italiana. Un dels impulsors de la nova escola va ser Antonio Cesari, que va reeditar autors antics, i va fer una nova edició, amb addicions, del Vocabolario della Crusca. Va escriure una dissertació Sopra lo stato presente della lingua italiana, i va intentar establir la supremacia de Toscà i de Dante, Petrarca i Boccaccio.
A aquesta supremacia toscana, proclamada i mantinguda per Cesari, s'oposava una escola llombarda, que amb el De vulgari eloquentia de Dante tornava a la idea de la lingua illustre. Al capdavant de l'escola llombarda hi havia Monti i el seu gendre el comte Giulio Perticari. Això va fer que Vincenzo Monti escrigués Proposta di alcune correzioni ed aggiunte al vocabolario della Crusca, en què atacava el toscanisme de l'Accademia della Crusca. La disputa sobre la llengua va ocupar el seu lloc al costat de les disputes literàries i polítiques, i hi va participar tota Itàlia: Basilio Puoti a Nàpols, Paolo Costa a la Romanya, Marc' Antonio Parenti a Mòdena, Salvatore Betti a Roma, Giovanni Gherardini a Llombardia, Luigi Fornaciari a Lucca i Vincenzo Nannucci a Florència. Un patriota, classicista i purista alhora fou Pietro Giordani, nascut el 1774; va ser gairebé un compendi del moviment literari de l'època. Coneixedor d'autors grecs i llatins, i els trecentisti italians, va deixar només uns quants escrits, però van ser elaborats amb cura pel que fa a l'estil, i la seva prosa va ser molt admirada en el seu temps. Giordani tanca l'època literària dels classicistes.

### Escriptors menors
La sàtira de Gasparo Gozzi va ser menys elevada, però dirigida cap al mateix objectiu que la de Parini. La sàtira de Gozzi té una certa semblança d'estil amb la de Llucià. En una revista anomenada Frusta letteraria va criticar sense pietat les obres que llavors es publicaven a Itàlia. La Frusta va ser la primera publicació de crítica independent dirigit especialment contra els arcadis i els pedants.

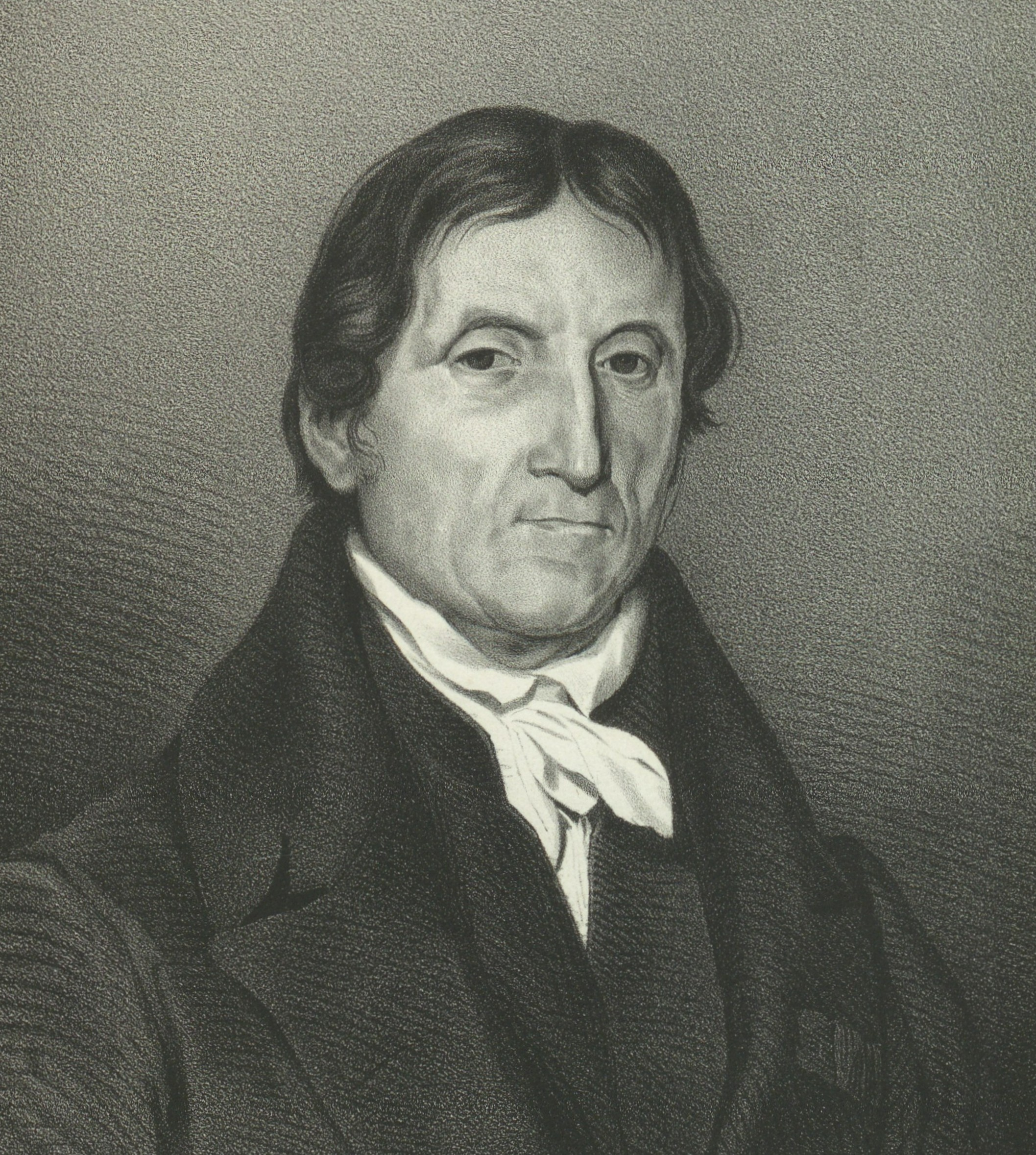
Carlo Botta

Giovanni Battista Niccolini era un classicista; en imitar Èsquil, així com en escriure els Discorsi sulla tragedia greca, i el Sublim Miquelangelo, Niccolini va mostrar la seva devoció per la literatura antiga. En les seves tragèdies, es va alliberar de l'excessiva rigidesa d'Alfieri, i es va apropar en part als autors tràgics anglesos i alemanys. Gairebé sempre escollia temes polítics. Tals són Nabucco, Antonio Foscarini, Giovanni da Procida, Lodovico il Moro i altres. Va atacar la Roma papal a Arnaldo da Brescia. Les tragèdies de Niccolini mostren una vena lírica rica més que un geni dramàtic. Té el mèrit d'haver reivindicat les idees liberals, i d'haver obert un nou camí a la tragèdia italiana.
Carlo Botta va escriure una Història d'Itàlia del 1789 al 1814; i posteriorment va continuar la Història de Guicciardini fins al 1789. A prop de Botta ve Pietro Colletta; també a la seva Storia del reame di Napoli dal 1734 al 1825 va tenir la idea de defensar la independència i la llibertat d'Itàlia en un estil manllevat de Tàcit. Lazzaro Papi de Lucca, autor dels Commentari della rivoluzione francese dal 1789 al 1814, no era del tot diferent de Botta i Colletta. També va ser historiador d'estil clàssic i tracta el seu tema amb sentiment patriòtic, però com a artista potser destaca sobre els altres dos.
Alberto Fortis va iniciar el moviment literari morlaquista a la literatura italiana i veneciana amb la seva obra de 1774 Viaggio in Dalmazia ("Viatge a Dalmàcia").

## Seglexix: la literatura romàntica en italià

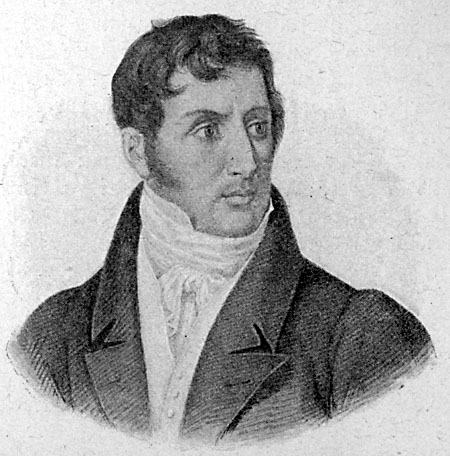
Alessandro Manzoni

L'escola romàntica va tenir en el periòdic Il Conciliatore (o Foglio Azzurro) el seu principal òrgan. Aquest periòdic va eixir per primera vegada el 3 de setembre de 1818, a Milà, i en el seu planter van estar Silvio Pellico, Lodovico de Breme, Giovile Scalvini, Tommaso Grossi, Giovanni Berchet, Samuele Biava i Alessandro Manzoni. Tots ells van estar molt influenciats per les idees que, especialment a Alemanya, van constituir el moviment que es va denominar romanticisme. A Itàlia, l'esdevenir de la reforma literària va prendre una altra direcció, i fou Manzoni el principal instigador d'aquesta reforma. Ell va formular els objectius de la nova escola, establint que aspirava a descobrir i expressar la veritat històrica i la veritat moral, no solament com a fi, sinó com la més àmplia i eterna font de bellesa. El realisme en l'art és el que caracteritza la literatura italiana a partir de Manzoni. La seva obra I promessi sposi (en català Els nuvis) és la que li ha donat fama immortal. Sens dubte, la idea de la novel·la històrica li va arribar de Walter Scott, però Manzoni va assolir un poc més que una novel·la històrica en sentit estricte, va assolir una autèntica obra d'art realista. L'atenció del lector és absorbida per complet en la poderosa i objectiva construcció dels personatges. Des del més gran al més accessori, tots tenen una increïble versemblança. Manzoni és capaç de desenvolupar un personatge en tots els seus detalls i continuar-lo en totes les seves diferents etapes. Don Abbondio i Renzo són tan perfectes com Azzeccagarbugli i El Sarto. Manzoni se submergeix en els més profunds racons del cor humà, i dibuixa a partir d'això la més subtil de les realitats psicològiques. Ací radica la seva grandesa, que va ser reconeguda per primera vegada per altre geni contemporani seu, Goethe. Com a poeta també té centelleigs de genialitat, especialment en la seua oda napoleònica El cinc de maig, i allí on descriu afectes humans, com en certs versos dels Himnes i en el cor de l'Adelchi.

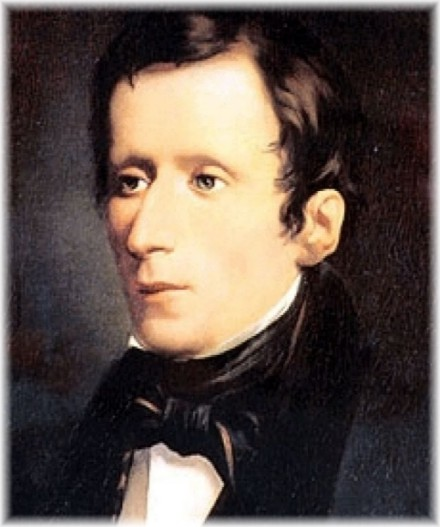
Giacomo Leopardi

El gran poeta d'eixa època va ser Giacomo Leopardi, nascut tretze anys després de Manzoni a Recanati, en el si d'una família noble. Es va interessar tant en els autors grecs que solia comentar que la forma de pensament grega li apareixia més clara i vívida en la ment que el llatí o fins i tot l'italià. La solitud, la malaltia i la tirania familiar el van impulsar a una profunda malenconia. Es va submergir a més en un escepticisme religiós, per la qual cosa l'art va ser per a ell una evasió. Tot és terrible i grandiós en els seus poemes, els quals poden considerar-se com els més agonitzants planys de la literatura moderna, embolicats en una solemne quietud que eleva tant com terroritza. Va ser també un admirable prosista. En Obritas morales –diàlegs i discursos marcats per un fred i amarg somriure sobre el destí humà que gela el lector– la claredat de l'estil, la simplicitat del llenguatge i la profunditat dels conceptes són tals que potser puga considerar-se-li no sols com el major poeta líric italià després de Dante, sinó també com un dels més perfectes escriptors en prosa que hagi donat la literatura italiana.
A mesura que el realisme guanyava terreny en art, el mètode positiu en criticisme s'afirmava amb ell. La història tornava al seu esperit de recerca erudita, tal com apareix en obres com l'Arxiu històric italià, fundat a Florència per Giampietro Vieusseux, la Història d'Itàlia en l'edat mitjana de Carlo Troya, un notable tractat del mateix Manzoni titulat Sobre alguns punts de la història longobarda a Itàlia, i l'estupenda Història de les Vespres sicilianes de Michele Amari. Al costat dels grans artistes –Leopardi i Manzoni– i els erudits acadèmics, es va desenvolupar també en la primera meitat del segle xix una literatura de tipus patriòtic. Vieusseux va tenir un evident objectiu polític quan el 1820 va fundar la revista mensual Antologia. El seu Arxiu històric italià (1842) va ser, sota una forma diferent, una continuació de l'Antologia, que va ser clausurada el 1833 pel govern rus. Florència va ser aquells dies el refugi de tots els exiliats italians, i tots ells es trobaven i estrenyien les seves mans en els salons de Vieusseux, on es parlava més de literatura que de política, però on una i solament una idea animava totes les ments: la idea d'Itàlia.
El moviment literari que precedeix i assisteix les revolucions polítiques del 1848 pot considerar-se representat per quatre escriptors: Giuseppe Giusti, Franceso Domenico Guerrazzi, Vincenzo Gioberti i Cesare Balbo. Giusti va escriure sàtires epigramàtiques en llenguatge popular en les quals, amb incisives frases, assotava els enemics d'Itàlia. Va ser un reconegut escriptor polític, però un mediocre poeta. Guerrazzi va tenir una gran reputació i molta influència. però les seves novel·les històriques, encara que àvidament llegides abans del 1848, van ser prompte oblidades. Gioberti, un poderós i polèmic escriptor, va tenir un gran cor i una àmplia ment; les seves obres filosòfiques estan actualment més aviat mortes, però la seva Primato morale i civile degli italiani quedarà per sempre com un importantíssim document d'aquella època, mentre que la seva Jesuita moderno és la més tremenda acusació que s'haja escrit mai contra la companyia de Jesús a Itàlia. Balbo va ser un competent estudiant d'història que la va fer útil per als polítics. Com Gioberti en la seva primera època, Balbo va ser un entusiasta del papat, i promotor d'una federació d'estats italians presidida per ell. El seu Sumari de la història d'Itàlia és un excel·lent epítom.
Després de 1850, la literatura política va perdre importància, i fou un dels últims poetes d'aquest gènere Francesco dall'Ongaro, amb els seus stornelli politici. Giovanni Prati i Aleardo Aleardi van continuar amb les tradicions romàntiques. La figura dominant d'aquest període, no obstant això, és Giosué Carducci, oposat als romàntics i restaurador de l'antic esperit i els antics metres, el qual, encara que gran com a poeta, va ser molt menys important com a crític literari i historiador. Altres poetes clàssics van ser Giuseppe Chiarini, Domenico Guoli, Arturo Graf, Guido Mazzoni i Giovanni Marradi, dels quals els dos últims poden potser considerar-se com els principals deixebles i seguidors de Carducci, mentre que un altre dels grans d'eixa època, Giovanni Pascoli, molt conegut per les seves Myricae i Poemetti, només va ser el seu seguidor en els començaments de la seva carrera. Enrico Panzacchi va ser un romàntic de cor. Olindo Guerrini (que va escriure sota els pseudònims de Lorenzo Stecchetti, Argia Sbolenfi, Marco Balossardi, Giovanni Dareni, Pulinera, Bepi i Mercutio) és el principal representant del verisme en poesia i, encara que els seus primers llibres van tenir molt d'èxit popular, és l'autor de moltes poesies de valor intrínsec. Alfredo Baccelli i Mario Rapisardi són distingits poetes èpics. Felice Cavallotti és l'autor de l'agitadora Marcia de Leonida. Entre els escriptors en dialecte, el gran poeta romà Giuseppe Gioacchino Belli va trobar molts successors, com Renato Fucini (Pisa), Berto Barbarini (Verona) i Cesare Pascarella (Roma). Entre les poetes, Ada Negri, amb la seva socialista Fatalitá i Tempeste, va aconseguir una gran reputació, mentre que unes altres, com Vittoria Aganoor, A. Brunacci-Brunamonti i Annie Vivanti, gaudeixen d'alta estima a Itàlia.
Entre els dramaturgs, Pietro Cossa en la tragèdia; Gherardi del Testa, Ferdinando Martini i Paolo en la comèdia, representen la vella escola. Mètodes més moderns, els trobem en Giuseppe Giacosa i Gerolamo Rovetta. Quant a la narrativa, el romanç històric va caure en desgràcia, encara que Emilio de Marchi va produir alguns bons exemples en aqueix gènere. La novel·la d'intriga va ser conreada per Anton Giulio Barrili i Salvatore Farina; la novel·la psicològica per Enrico Annibale Butti; els contes i narracions locals d'estil realista per Giovanni Verga; i la novel·la mística filosòfica per Antonio Fogazzaro. Edmundo de Amicis, potser l'autor més llegit d'aquella època, és més conegut pels seus treballs morals i els seus viatges que per la seua obra. Entre les dones realistes, Matilde Serao i Grazia Deledda van ser molt populars.
Gabriele D'Annunzio posseeix una obra poètica original, així com obres dramàtiques i de ficció d'extraordinària qualitat. Les seves primeres poesies es van distingir no sols per la seva exquisida bellesa formal, sinó també pel seu to llicenciós, característiques aquestes que reapareixeran en la resta de la seva obra, poètica o narrativa. Finalment, el cànon de la literatura italiana es va introduir en el postmodernisme del segle xx amb la figura d'Italo Calvino.

## segle XX i posterior

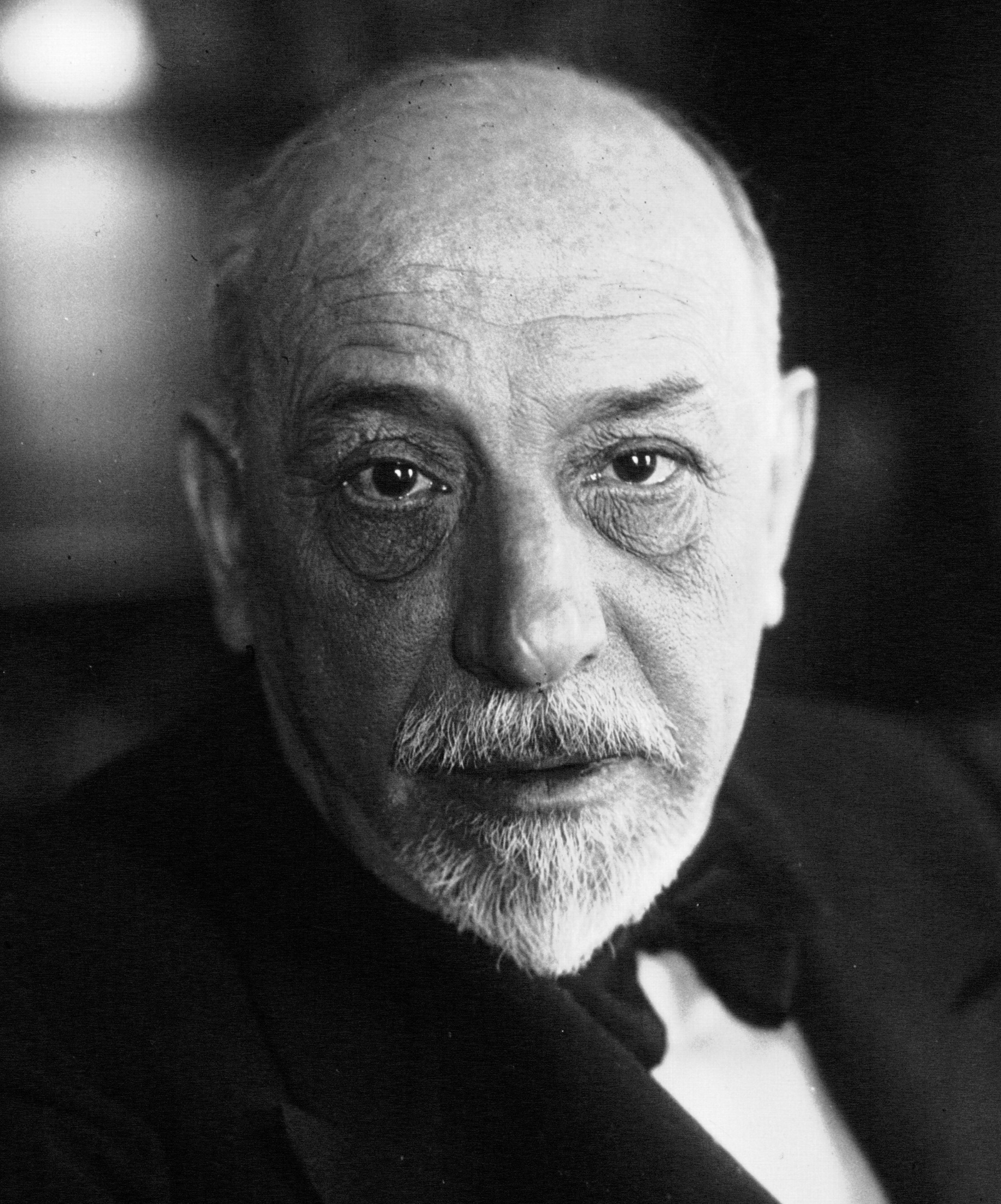
Luigi Pirandello

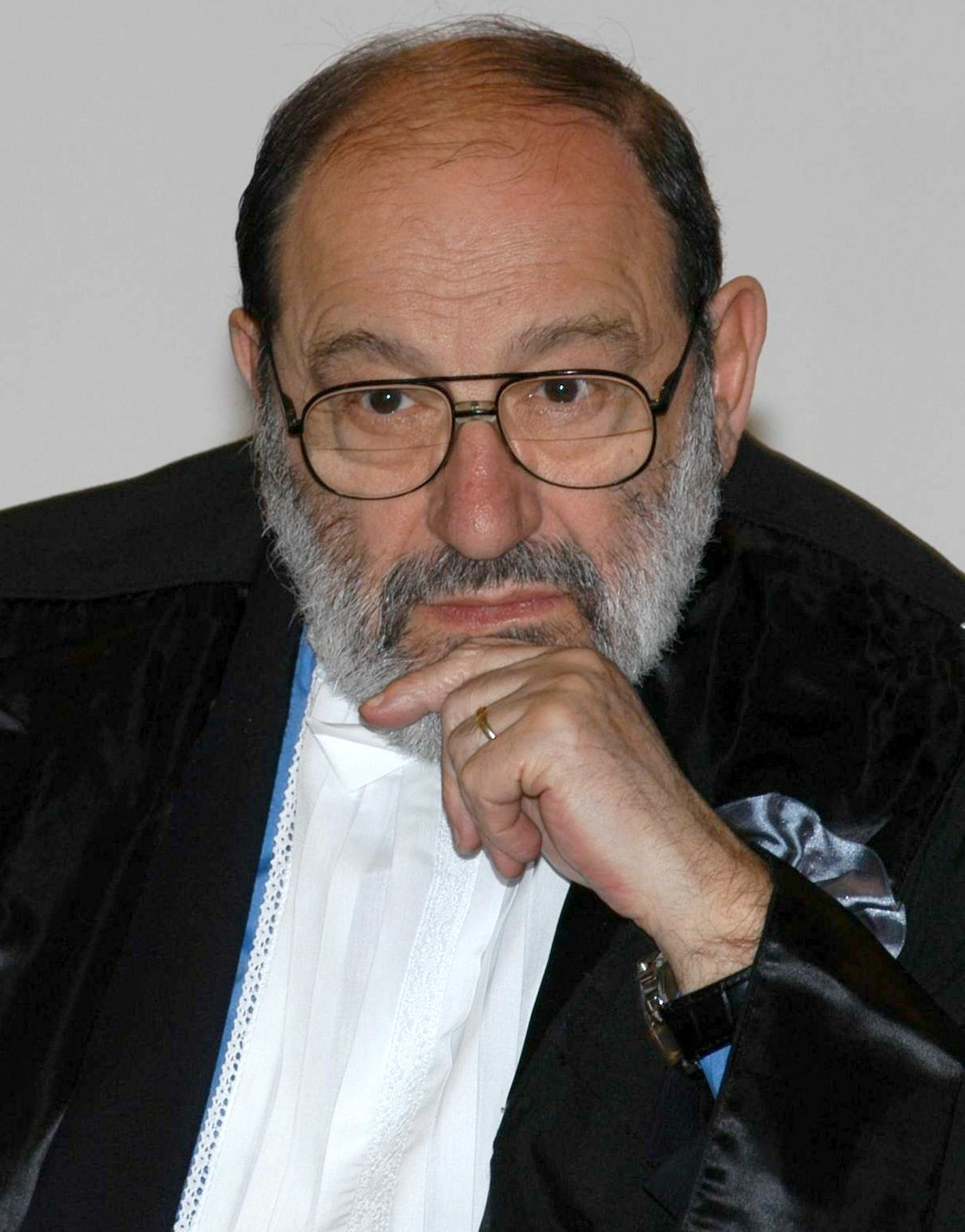
Umberto Eco

Entre els escriptors importants de principis del segle xx hi ha Italo Svevo, l'autor de La coscienza di Zeno (1923) i Luigi Pirandello (guanyador del Premi Nobel de Literatura de 1934), que va explorar la naturalesa canviant de la realitat en la seva ficció en prosa i obres de teatre com Sei personaggi in cerca d'autore (Sis personatges en cerca d'autor). Federigo Tozzi va ser un gran novel·lista, apreciat críticament només els darrers anys, i considerat un dels precursors de l'existencialisme a la novel·la europea.
Grazia Deledda va ser una escriptora sarda que es va centrar en la vida, els costums i les tradicions del poble sard a les seves obres. El 1926 va guanyar el Premi Nobel de literatura, convertint-se en la primera i fins ara l'única dona d'Itàlia en guanyar-lo.
Sibilla Aleramo va publicar la seva primera novel·la, Una Donna (Una dona) l'any 1906. Avui la novel·la és àmpliament reconeguda com la novel·la feminista més important d'Itàlia. La seva escriptura barreja elements autobiogràfics i de ficció.
Pitigrilli va ser el pseudònim de Dino Segre que va publicar la seva novel·la més famosa (cocaine (cocaïna)) el 1921. A causa del seu retrat del consum de drogues i el sexe, l'Església Catòlica el va classificar com un "llibre prohibit". Ha estat traduït a nombrosos idiomes, reimprés en noves edicions i s'ha convertit en un clàssic.
Maria Messina va ser una escriptora siciliana que es va centrar molt en la cultura siciliana amb un tema dominant que era l'aïllament i l'opressió de les dones joves sicilianes. Va aconseguir un modest reconeixement durant la seva vida, inclosa la recepció del Premi Medaglia D'oro per "La Mérica".
Anna Banti és sobretot coneguda pel seu conte Il Coraggio Delle Donne (El coratge de les dones) que es va publicar el 1940. La seva obra autobiogràfica, Un Grido Lacerante, es va publicar l'any 1981 i va guanyar el premi Antonio Feltrinelli. A més de ser una autora d'èxit, Banti és reconeguda com a crítica literària, cinematogràfica i d'art.
Elsa Morante va començar a escriure a una edat primerenca. Un dels temes centrals de les obres de Morante és el narcisisme. També utilitza l'amor com a metàfora a les seves obres, dient que l'amor pot ser passió i obsessió i que pot portar a la desesperació i la destrucció. Va guanyar el Premi Viareggio el 1948.
Alba de Céspedes va ser una escriptora cubano-italiana de Roma. Era antifeixista i va participar en la Resistència italiana. La seva obra va estar molt influenciada per la història i la cultura que es van desenvolupar al voltant de la Segona Guerra Mundial. Tot i que els seus llibres van ser èxits de vendes, Alba ha estat passada per alt en estudis recents sobre escriptores italianes.
La poesia estava representada pels crepuscolari i els futuristes; el membre més destacat d'aquest darrer grup va ser Filippo Tommaso Marinetti. Entre els principals poetes modernistes de finals del segle XX hi ha Salvatore Quasimodo (guanyador del Premi Nobel de Literatura de 1959), Giuseppe Ungaretti, Umberto Saba, que va guanyar fama pel seu recull de poemes Il canzoniere, i Eugenio Montale (guanyador del Premi Nobel de Literatura de 1975). Van ser qualificats per la crítica com "hermetistes".

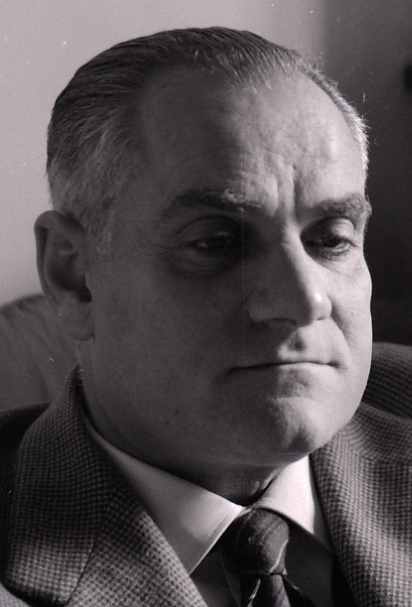
Alberto Moravia, una de les figures cabdals del neorealisme italià a la literatura

El neorealisme va ser un moviment que es va desenvolupar ràpidament entre la dècada de 1940 i la de 1950. Tot i que els seus fonaments es van posar als anys vint, va florir només després de la caiguda del feixisme a Itàlia, ja que aquest tipus de literatura no va ser benvinguda per les autoritats feixistes per la seva crítica social i, en part, perquè alguns dels "nous autors realistes" podien tenir opinions antifeixistes. Per exemple, Alberto Moravia, un dels principals escriptors del moviment, va tenir problemes per trobar una editorial per a la seva novel·la que li va donar fama, Gli indifferenti (1929), i després de publicar-la, va ser "empès a amagar-se"; El Tre operai (1934, Tres obrers) de Carlo Bernari  va ser prohibit personalment de manera extraoficial per Mussolini que va veure "comunisme" a la novel·la; Ignazio Silone va publicar Fontamara (1933) a l'exili; Elio Vittorini va ser empresonat després de publicar Conversazione in Sicilia (1941). El moviment es va veure profundament afectat per les traduccions d'escriptors estatunidencs i anglesos socialment conscients durant les dècades de 1930 i 1940, incloent Ernest Hemingway, William Faulkner, John Steinbeck, John Dos Passos entre d'altres; els traductors de les seves obres, Vittorini i Cesare Pavese, esdevindrien més tard novel·listes aclamats del moviment. Després de la guerra, el moviment va començar a desenvolupar-se ràpidament i va prendre l'etiqueta de "Neorealisme"; el marxisme i les experiències de la guerra es van convertir en fonts d'inspiració per als autors de la postguerra. Moravia va escriure les novel·les Il conformista (1951) i La Ciociara (1957), mentre que La lluna i les fogueres (1949) es va convertir en l'obra més reconeguda de Pavese; Primo Levi va documentar les seves experiències a Auschwitz a Si això és un home (1947); entre els altres escriptors hi havia Carlo Levi, que va reflectir l'experiència de l'exili polític al sud d'Itàlia a Crist si è fermato a Eboli (Crist aturat a Eboli, 1951); Curzio Malaparte, autor de Kaputt (1944) i La pelle (1949), novel·les que tracten la guerra al front oriental i a Nàpols; Pier Paolo Pasolini, també poeta i director de cinema, que va descriure la vida del subproletariat romà a The Ragazzi (1955); i Corrado Alvaro.
Dino Buzzati va escriure una ficció fantàstica i al·legòrica que la crítica ha comparat amb Kafka i Beckett. Italo Calvino també es va aventurar en la fantasia a la trilogia I nostri antenati (Els nostres avantpassats, 1952–1959) i en el postmodernisme a la novel·la Se una notte d'inverno un viaggiatore... (Si una nit d'hivern un viatger, 1979). Carlo Emilio Gadda va ser l'autor de l'experimental Quer pasticciaccio brutto de via Merulana (1957).
Giuseppe Tomasi di Lampedusa només va escriure una novel·la, Il Gattopardo (1958), però és una de les més famoses de la literatura italiana; tracta de la vida d'un noble sicilià al segle XIX. Leonardo Sciascia va cridar l'atenció del públic amb la seva novel·la Il giorno della civetta (El dia del mussol, 1961), exposant l'abast de la corrupció de la màfia a la societat siciliana moderna. Més recentment, Umberto Eco va tenir èxit internacional amb el conte policial medieval Il nome della rosa ( El nom de la rosa, 1980).
Dacia Maraini és una de les escriptores italianes contemporànies de més èxit. Les seves novel·les se centren en la condició de la dona a Itàlia i en algunes obres parla dels canvis que les dones poden fer per a elles mateixes i per a la societat.
Aldo Busi és també un dels escriptors contemporanis italians més importants. La seva extensa producció de novel·les, assaigs, llibres de viatges i manuals ofereix un relat detallat de la societat moderna, especialment la italiana. També és conegut com a traductor refinat.